# カリフォルニア・トレイル

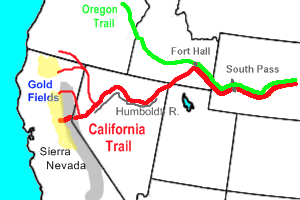
カリフォルニア・トレイルの主要路（濃赤線）、アップルゲイト・ラッセン路とベックワース路（淡赤線）も示す

カリフォルニア・トレイル（英: California Trail）は、北アメリカ大陸の西半分を越える全長約2,000マイル (3,200 km) の移民が通った山越えの主要路であり、ミシシッピ川の町から現在のカリフォルニア州に至るものである。主に1841年から1869年まで使われた。東からはオレゴン・トレイルやモルモン・トレイルと同じ経路や様々な川の流域を辿り、現在のアイダホ州、ワイオミング州あるいはユタ州からは南西に分かれて、ハンボルト川流域に至る道を辿った。現在のネバダ州グレートベースンを横切る経路の大半は、あらゆる旅人にとって必要だった水、草および焚きつけを得るためにハンボルト川流域にそって進んだ。ネバダ州西部やカリフォルニア州東部に出れば、開拓者達は岩の多いシエラネバダ山脈を越える幾つかの道を通り、カリフォルニア州西部の金鉱地、開拓地および都市に入っていった。
この道を1849年より前に利用したのは約2,700人だった。これらの開拓者は1846年と1847年にジョン・C・フレモントのカリフォルニア大隊の一員として、カリフォルニアをアメリカ合衆国の領土に変える時の推進者になった。1845年までにこの地域にはカリフォルニオと呼ばれる非先住民がおり、約1,500人の成人男子と約6,500人の女性子供で構成され、ロサンジェルス周辺の現在のカリフォルニア州南部に大半が住んでいた。移民の大半（ほとんど全員が成人男性）はカリフォルニアの北半分に住んだ。1845年にメキシコからカリフォルニアの支配権をもぎ取っていたカリフォルニオとの間に、1847年1月14日にカフエンガ条約が調印された時、カリフォルニアにおける小さな武装抵抗が終わった。米墨戦争を終わらせた1848年2月のグアダルーペ・イダルゴ条約により、カリフォルニアはメキシコから有償でアメリカ合衆国領に変えられた。1848年1月に金が発見された後は、カリフォルニア・ゴールドラッシュに関する噂が急速に広まった。1848年後半からは、25万人を越える事業家、農夫、開拓者および鉱山労働者達がカリフォルニア・トレイルを越えてカリフォルニアに到来した。その通行者が大変多かったので、2年も経たないうちにパナマ地峡を経てあるいはホーン岬を回って海路訪れる者達を合わせると、1850年までにカリフォルニアが合衆国31番目の州に昇格できるだけの住人が集まった。
カリフォルニア・トレイルの経路は、1829年頃から1840年にかけて、キット・カーソンやジョセフ・レッドフォード・ウォーカー、ジェデディア・スミスなどのアメリカ人毛皮交易業者、さらにはピーター・スキーン・オグデンに率いられたハドソン湾会社の罠猟師達によって部分的に発見されていた。1841年から1844年の間には、ハンボルト川（当時はメアリーズ川と呼ばれた）沿いやシエラネバダ越えの使用できるものの荒々しい馬車道が、カリフォルニアに向かう開拓者達によって切り開かれた。1869年に最初の大陸横断鉄道が開通するまで、特に夏季にこの道は大いに利用された。当初の道には多くの枝道や短絡路が存在し、これらを合わせると約5,500マイル (8,800 km) にも及んだ。これらの道の中で約1,000マイル (1,600 km) は轍が残っており、カンザス州、ネブラスカ州、ワイオミング州、アイダホ州、ユタ州、ネバダ州及びカリフォルニア州に跨り、大量に西部への移民が進んだ歴史的証拠になっている。現在この道の一部は「カリフォルニア国定歴史の道」として、土地管理局やアメリカ合衆国国立公園局によって保存されており、これらの局および多くの州の「オレゴン・カリフォルニア・トレイル協会」組織によって道標が立てられている。

## カリフォルニア・トレイルの経路

### 東部
オレゴン・トレイルやカリフォルニア・トレイル、モルモン・トレイルさらに後のボーズマン・トレイルは全て、北アメリカ大陸西半分を越える同じ道路網の大半に沿って西へ向かうものだった。カリフォルニアに達するトレイルの正確な経路は旅の出発点、カリフォルニアの最終目的地、開拓者達の思いつき、道沿いにある水や草、道を攻撃してくるインディアンの状態、道沿いに得られる情報、さらには1年のうちの季節によって変わっていた。4人ないし6人の旅の基本は、6か月間の十分な食糧と細かな物資、それらを運び雨よけにもなる荷車、それを曳くための4頭ないし6頭の動物、また宿営地ごとに自分達や動物に水や食糧を供給し、料理をするための水、草、焚きつけ（バッファローの糞あるいはヤナギやヤマヨモギの枝であることが多い）といったものだった。大半はほぼ全行程を徒歩で行っており、妊婦や幼い子供でもなければ荷車に長く乗ることはまれだった。男達の中には馬やロバを持っていて行程の大半をそれに乗って行く者もいた。少数は歩くか駄獣を使ってほぼ同じ道を進んだ。道はほぼ常に大陸を横切るように流れる川の流域に沿ったものだったが、1859年頃にユタとネバダを横切る中央山岳路が開発されて変わった。1つの季節に4か月ないし6か月の旅を終えられるために、出発は4月初旬から5月であることが多く、すなわち草が伸び、荷車を通せるように道が乾くようになってからできる限り早く出て行った。雪がまた降り始める前の9月初旬から10月までに旅を終えることが期待された。
ミズーリ川に到着してそれを越えるまでにミズーリ州とアイオワ州の中を幾つかの枝道が通っていた。ミズーリ川西岸に渡るためには渡し舟や蒸気船が用いられた。アメリカ合衆国やヨーロッパの他の地点を出発した多くの旅人は、オハイオ川を平底船や蒸気船で下り、ミシシッピ川やミズーリ川を蒸気船で遡って、西部への出発点に到着した。多くの者はセントルイスで物資、荷車、動物達を購入してからミズーリ川への船旅に出た。主要な枝道はミズーリ川の幾つかの町、すなわちミズーリ州インディペンデンス、カンザス州カンザスシティ、同州トピカ、アイオワ州カウンシルブラフス（1852年までケインズビルと呼ばれていた）およびネブラスカ州オマハなどが出発点となった。インディペンデンスやカンザスシティから出発した者は、カンザス川とワカルーサ川を渉り、その後リトルブルー川かリパブリカン川に沿って進んでカンザスを横切りネブラスカに入るのが通常ルートだった。カンザス川とミズーリ川の合流点より上流の、後にカンザス州アチソンやレブンワースなどの町になった場所から出発するならば、平原をほぼ北西に横切り、リトルブルー川に出て来るのが通常だった。カンザスのうねりのある丘を旅する時の唯一の障害と言えば、幾つかのクリークとその切り立った岸を越えることであり、荷車を渡す為の浅瀬を掘って多くの労力を使うか、以前に使われていた浅瀬を使ったりする必要があった。ネブラスカ州から出発する場合は、プラット川とミズーリ川の合流点近くから大半がプラット川北岸を辿った。1850年代に「血を流すカンザス」の事態が進展して武装闘争が過熱してくるに連れて、より多くの旅人はミズーリ川を上流に遡り、オマハやその近くから出発するようになった。1847年以後、ミズーリ川を渡ってオマハに到達するために、移民が出発する季節には2つ以上の渡し舟（あるいは蒸気船）が運行された。1865年にユニオン・パシフィック鉄道が西に向かってその軌道敷設を始めた時、オマハが西の出発点になった。プラット川北岸を進む移民はエルクホーン川とループ川を越える必要があった。ほとんど全ての経路はネブラスカ州の新しいカーニー砦（1848年設立）に近いプラット川上流で合流した。プラット川北岸を移動した者はカーニー砦で供用される便船を使ってプラット川を渡る必要があった。

### グレート・プラット川道路
後にネブラスカ州やワイオミング州となった地域を流れるプラット川には多くの水路や島があって、浅く、屈曲しぬかるんでいて予断を許さないために、ミズーリ川に至る網状の経路を辿るときにカヌーですら遠くまで行けない状態だった。しかしプラット川流域は上り坂が緩やかで荷車を容易に進めることができ、ほぼ真西にむかっており、また水、草、バッファローおよび焚きつけにするバッファローの糞が容易に得られた。幅約1マイル (1.6 km)、深さ2インチ (5 cm) から60インチ (150 cm) のプラット川には両岸にぬかるんだ道があった。現在のネブラスカ州内にはプラット川流域で約450マイル (720 km) の道があった。プラット川の水は沈泥質のものでまずかったが、他の水が無い時には使うことができた。1時間かそこら静置しておけば上澄みを取ることができた。宿営に適した場所はプラット川に注ぐ多くの清流がある所か、行程にそって見つけた偶々清水が湧き出ている所だった。これら宿営に適したところはコレラが流行った時期（1849年-1855年）に、大変限られた汚水施設のある同じ宿営地を数千の人々が使ったので、不幸にもその発生源となった。コレラの原因（汚染された水からコレラ菌を取り込むこと）や治療法は当時知られていなかった。プラット川の南を旅した者は、サウスプラット川の3つある渡し場（乾季には渡し舟無しでも渡ることができた）の1つを使ってぬかるみ危険な渡河を果たし、その後ノースプラット川を遡って現在のワイオミング州ララミー砦に進んだ。サウスプラット川を渡った後は、上り下りの急な丘のあるアッシュホローに出た。さらに数日進むと、コートハウス岩と呼ばれる平原から突き出した巨大な岩群に出遭い、そこから20マイル (32 km) 先には衝撃的なチムニー岩、続いてキャッスル岩、最後はスコッツブラフに行き当たった。
1852年以前、ノースプラット川を渡って北岸に出た者はララミー砦の南側に出た。1852年以後、北岸の「チャイルズ・カットオフ」を使って現在のワイオミング州キャスパーまで進み、そこから南岸に渡った。ララミー砦から西の道は地形が多くの丘や谷で切られて険しくなり、ノースプラット川に流れ込む支流は急峻な峡谷になることもあって、道は川から逸れなければならないこともあった。1850年の移民、サリー・ヘスターは、地形が巨大な熊に爪を立てられたかのようであり、「世界でも最悪の60マイル (100 km) の道路」と表現した。標高1,050フィート (320 m) のオマハからプラット川とノースプラット川を辿り、標高5,050フィート (1,540 m) のキャスパーまで約650マイル (1,000 km) の行程だった。幸いなことにララミー砦から先の川の流れは速く、コレラが伝染する可能性を減少させ、その致命的な襲撃ははっきりと減っていった。ノースプラット川が南西に振れる現在のキャスパーの町近くでノースプラット川にスウィートウォーター川が合流し、道はノースプラット川を渡って、スウィートウォーター川に沿い、ワイオミングを横切って標高7,550フィート (2,300 m) のサウス・パスで大陸分水嶺に至った。サウスパスに至るまでは少なくとも9回スウィートウォーター川を渡ることになった。サウス・パスからの主要道はビッグサンディ・クリークを辿ってグリーン川に出合ってそれを越えた。ここでは良く利用された時には3ないし5つの渡しが利用できた。流れが速く危険なグリーン川は、幅100ないし300フィート (30-90 m)、深さは7月と8月の高水位期で10ないし50フィート (3-15 m) あり、渡るのは危険だった。幾つかの渡しが運行していたとしても、船を待つためにしばしば数日間を要した。主要路はグリーン川を下ってグリーン川のブラック支流にあるブリッジャー砦に至り、そこからモルモン・トレイルが分かれた。

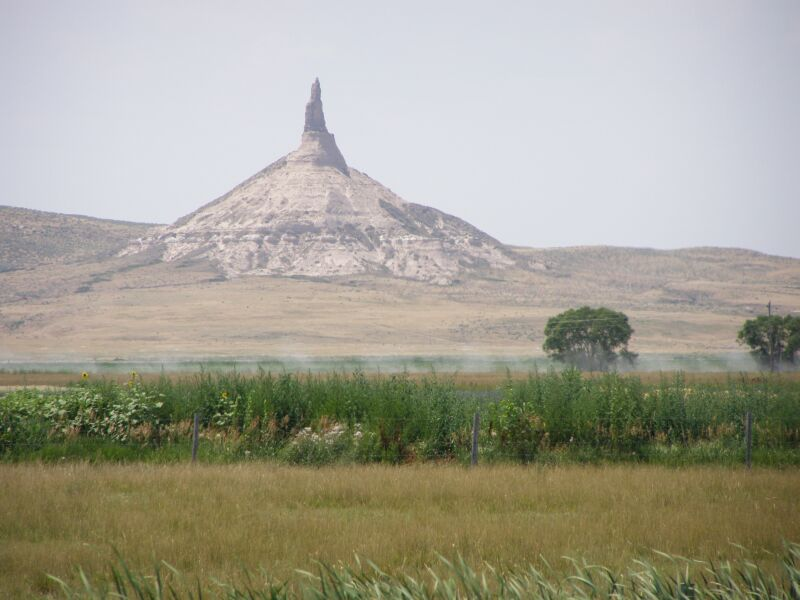
チムニーロック、ネブラスカ州
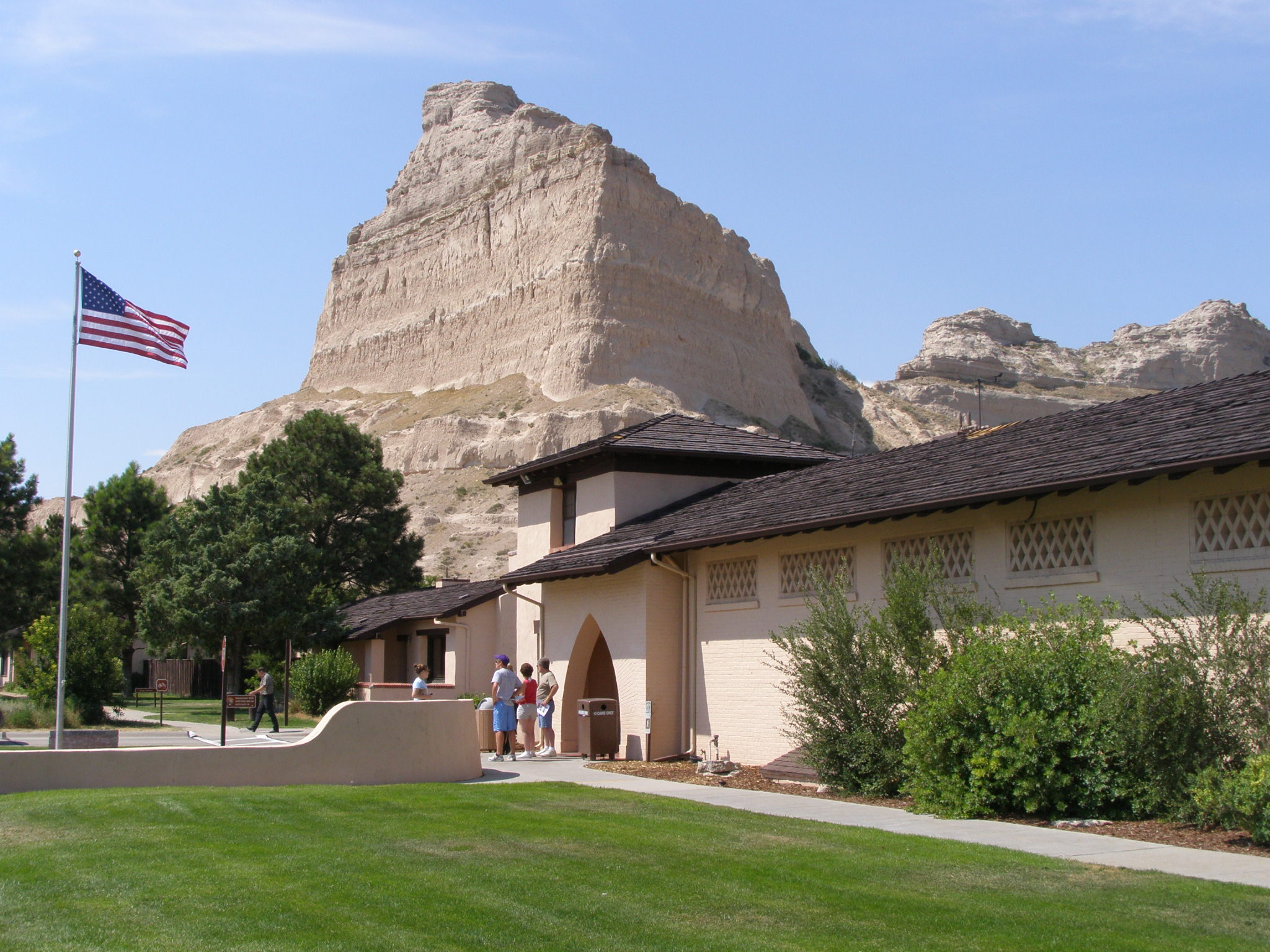
スコッツブラフ、ネブラスカ州
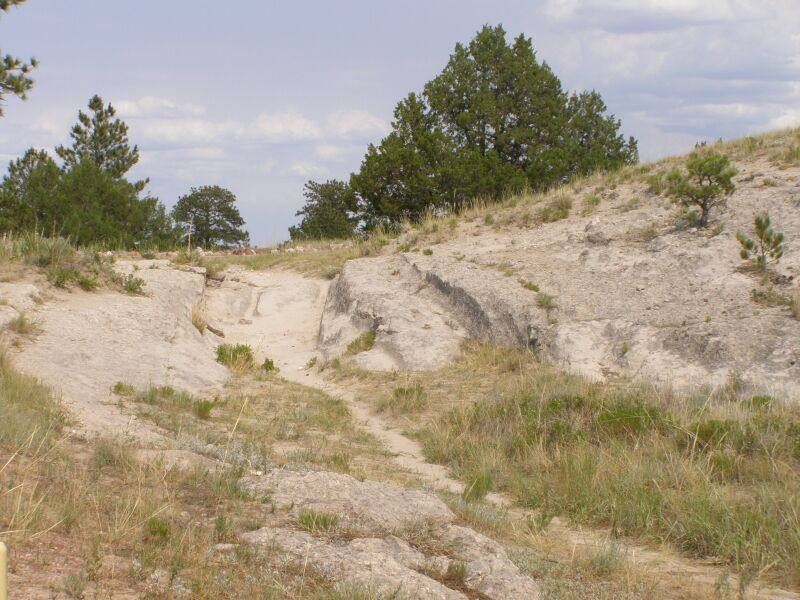
轍の名残、ワイオミング州

### サウス・パスからハンボルト川へ
サブレット・グリーンウッド・カットオフ（1844年開通）で、ブリッジャー砦までの主要路が約50マイル (80 km) 短縮された。それはサウス・パスから約20マイルのパーティング・オブ・ウェイズ交差点で主要路と別れ、ほぼ真西に向かっていた。約10マイル (16 km) 進むと、川幅約10フィート (3 m)、深さ1フィート (30 cm) のビッグサンディ川に当たった。これは息詰まる雲の中に立ち上がる軟らかい乾燥した土壌の幅約45マイル (72 km) の砂漠の前では最後の水源であり、砂漠の向こうに現在のラ・バージの町から約4マイル (6 km) 下流に次の水源であるグリーン川があった。ここでグリーン川にはグリーン川砂漠を抜ける急峻な深さ400フィート (120 m) の水路があり、水を得るためにグリーン川に至るには急で岩の多い道を降る必要があった。ここではしばしば、喉の渇いた動物が水を得ようと暴走し、恐ろしい結果になった。その下り道は間もなく多くの荷車の破片や死んだ動物が散らばることになった。サブレット・グリーンウッド・カットオフで約50マイルが短くなったが、その代価は多くの死んだ牛や壊れた荷車ということになった。グリーン川を渡ると、ベア川流域のコークビル近くで主要路と落ち合うために山脈を越える必要があった。
グリーン川はコロラド川の主要な支流であり、大きく、深くまた力強い川である。上流では川幅が100ないし300フィート (30-90 m) あり、通常深さ3ないし50フィート (1-15 m)の所で渡れた。オレゴン・トレイルやカリフォルニア・トレイル、モルモン・トレイルが開通した後は、そこを渡す為の幾つかの渡し舟ができたが、旅する者が多い7月などは渡し舟を待つために数日待つことも多かった。主要路のグリーン川を渡った後、多くの者はスレート・クリーク・カットオフ（キニー・カットオフとも呼ばれた）を選び、グリーン川の上流約10マイル (16 km) 北に進んでからほぼ真西に折れ、サブレット・グリーンウッド・カットオフ道路に落ち合うものだった。このカットオフでサブレット・グリーンウッド・カットオフの場合にある水の無い砂漠を横切る行程の大半が除外された。
1848年以後、修繕、新しい家畜、新鮮な野菜、果物あるいはその他の物資を求める者はブリッジャー砦からソルトレイクシティなどユタの町に至るモルモン・トレイルを選ぶことができた。ソルトレイクシティはサウス・パス以降1,000マイル (1,600 km) の行程のほぼ中間にあり、経路に沿ってある唯一の意味ある開拓地だった。ソルトレイクシティからは、グレートソルト湖北端を北西に回り、現在のアイダホ州とユタ州の州境近くのシティ・オブ・ロックスで主要路に接続するソルトレイク・カットオフを使って、容易にカリフォルニア・トレイル（あるいはオレゴン・トレイル）に戻ることができた。
ランダー道路（1858年に政府契約者が建設）もブリッジャー砦を迂回し、ブリッジャー砦を通る道に比較して約85マイル (136 km) 短縮できた。これはスウィートウォーター川に沿って長く進み、サウス・パスの北で大陸分水界を越え、現在のビッグパイニーの町近くでグリーン川を渉り、続いてソルトリバー山脈を標高8,800フィート (2,680 m) のトンプソン・パスで越え、その後にスムートの町近くでスター渓谷に入るものだった。ランダー道路には良い草や水、釣り場や木材もあったが、多くの場所は険しく急峻だった。スムートからの道路は北に約20マイル (32 km) ソルト川の西岸でスター渓谷を下り、その後現在のオーバーンの町近くのスタンプ・クリークでほぼ真西に転じて、現在のアイダホ州に入り、スタンプ・クリーク流域に沿って約10マイル (16 km) 北西に進んでからほぼ90度曲がって南西のソーダ・スプリングスに至るか、あるいは真西のホール砦に向かった。

### サウス・パスから中央山岳路へ
ホール砦やハンボルト川を通らない別の経路が1859年に開発された。このルートはモルモン・トレイルをサウス・パスからソルトレイクシティまで辿り、グレートソルト湖の南を過ぎてユタとネバダの中央を抜けるものだった。カリフォルニアへの旅人の多くは中央山岳路からソルトレイクシティに至りネバダの中央を横切ることで250マイル (400 km)、2週間以上も短縮できた（現在ネバダ州とユタ州を抜けるアメリカ国道50号線にほぼ相当する）。このルートは地理工学兵団のジェイムズ・H・シンプソン大尉が指揮したアメリカ陸軍の作業者チームによって発見され、測量、開発された。ユタとネバダの中央にあるグレートベースン砂漠を横切る個々の水流や泉を通っており、フンボルト川やしばしば好戦的だったインディアンを避ける意味があった。この経路のネバダ側終点はカーソンシティだった。当初泉と経路は、1856年から1857年のでっちあげのユタ戦争後に設立されたキャンプ・フロイドへの供給路として軍隊によって維持されていた。皮肉なことに、多くの者が望んだのとは真反対に、中央山岳路はより多くのカリフォルニアへの旅人をユタに導くことになり、その経済発展に貢献した。1860年までにアメリカ軍は南北戦争を戦う為にキャンプ・フロイドを放棄し、中央山岳路は彼らの唯一長期にわたる遺産となった。1860年から1861年にポニー・エクスプレス（馬による郵便配達業者）がユタとネバダを横切る中央山岳路沿いに多くの駅を建設し、この荷車、駅馬車、ポニー・エクスプレスおよび電信線が組み合わされた経路は、ナショナル・トレイルマップの上で「ポニー・エクスプレス国定歴史の道」と表示されている。後の1861年に建設された最初の大陸横断電信線はカーソンシティからソルトレイクシティまでほぼ同じ経路を使った。ソルトレイクシティからはモルモン、カリフォルニア、オレゴン・トレイルの大半を辿ってオマハに至っている。1869年に最初の大陸横断鉄道が完工した後、鉄道に沿った中継駅や電信線の方が物資の供給がしやすく維持管理も容易だったので、鉄道線に沿った電信線が主要線となった。鉄道線から逸れた電信線の大半は放棄された。

### ブリッジャー砦からハンボルト川に至る主要路
主要路はブリッジャー砦からほぼ真北に進んでリトルマッディ・クリークに至り、そこでベアリバー山脈を越えてベア川水系に入り、北西に辿ってトマスフォーク地域に行き、現在のアイダホ州モンペリエ（オレゴン・カリフォルニア・トレイル案内所がある場所）近くでビッグヒルに当たった。ビッグヒルは動物の数を倍にするようなきつい上りがあり、また大変険しく危険な下りがあった。その後ベア川に沿ってベア川が南西に向きを変える現在のソーダ・スプリングスに至り、主要路は北西に向かってポートヌッフ川流域に沿いスネーク川沿岸のオレゴン・カントリーでホール砦に至る。ブリッジャー砦からホール砦に至る経路は約210マイル (340 km) あり、9日ないし12日間を要した。ソーダ・スプリングスの西約5マイル (8 km) にハズペス・カットオフ（1849年開通）ができて、主要路はほぼ真西に外れ、ホール砦を迂回した。この道はシティ・オブ・ロックス近くのキャシア・クリーク（現在の国立自然保護区でアイダホ州立公園）でカリフォルニア・トレイルに合流した。ハズペス・カットオフには5つの峠があってホール砦までの所要日数は主要路と同じだったが、そこが近道だと思って選択する者が多かった。その大きな利点は交通量の多い時に分散し、多くの草を手に入れることができたことだった。（アイダホ州内交差点までのオレゴン・カリフォルニア・トレイルの地図はOregon National Historic Trail Map NPS を参照）
ホール砦の西ではスネーク川の南岸を南西に約40マイル (60 km) 辿り、現在のポカテッロ近くに至った。ラフト川とスネーク川の合流点で道はオレゴン・トレイルと別れ、スネーク川から離れて小さく短いラフト川沿いを約65マイル (100 km) 南西に現在のアルモを過ぎた。その後シティ・オブ・ロックスを抜けてグラナイト・パスを越え、南西にグーズ・クリーク、リトルグース・クリークおよびロックスプリン・クリークを辿った。そこからサウザンドスプリングス渓谷、ウェストブラッシュ・クリーク、ウィロー・クリークを抜けて約95マイル (150 km) 進み、現在のネバダ州ウェルズ近くでネバダ北東部のハンボルト川に到着した。（ネバダ北部とユタ、アイダホ南部の道路地図）

### ハンボルト川でグレートベースンを横切る
ハンボルト川はネバダの北西部ルビー山脈の雪が融けて流れ出る水流であり、グレートベースンを横切ってほぼ西方に300マイル (480 km) 流れ、ネバダ西部のハンボルト・シンク（乾湖）に至り、そこで地中に消滅する。グレートベースンはネバダ州全土と、ユタ州、アイダホ州、オレゴン州およびカリフォルニア州の一部に跨っており、海への出口は無い。グレートベースンはシエラネバダ山脈の山陰に降る雨で生きており、そこにほとんど降らない雨が留まっている。ハンボルト川はグレートベースン砂漠を横切るための通りやすい道を提供してきた。ハンボルト川は水流がありその岸に沿って養分を運ぶ故に称賛され、その水量が少なく、煩い飢えた蚊やほとんど草がないこと、蛇行する水路、熱くアルカリ分を含んだ埃故に嫌われてきた。好戦的なインディアンは明らかに旅人の家畜に矢を射ち込むことを喜んでおり、それが後に残されていくことになった。焚きつけは時としてジュニパーやヒマラヤスギであり、ヤナギやヤマヨモギもあった。道はネバダ州を通る間ハンボルト川の南北両側にあり、水量の多いときはほとんど通れなくなる狭いカーリン・キャニオンを抜けていた。カーリン・キャニオンの西はエミグラント・ギャップを抜けて上りとなり、再び下ってグレーブリー・フォードでハンボルト川に合流した。グレーブリー・フォードでは、泥の多いハンボルト川が砂利の川床となり、容易に渡河することができて、通常は多くの草や新鮮な泉があった。多くの旅人は休息のためにここで暫く立ち止まり、動物や自分達の気力を回復させた。この浅瀬の後は、道が二手に分かれ川の南北両岸に沿って進んだ。北岸の道はかなり良くてリーズ川のシンクを通り過ぎても良かった。南岸の道を選んだ者はハンボルト川の大きな屈曲部を回って、大抵は乾燥したアルカリ分を含んだ埃のあるリーズ川のシンクを横切っていった。2つの道はハンボルト・バーで再度合流した。カリフォルニア・トレイルの主要路はネバダ東部で現在の州道233号線に、中部と西部では州間高速道路80号線にほぼ沿っている。
ハンボルト・シンク（現在のリノの北東約50マイル (80 km)）では、ハンボルト川が泥の多い湖で消滅しており、カリフォルニア・トレイルの中でも最悪の場所の1つがフォーティマイル砂漠となって現れた 。トラッキー川（タホ湖盆地とドナー湖から流れ出る）とカーソン川はシエラネバダ山脈から東に流れ出る2つの主要河川であり、ハンボルト川の終端からわずか約40マイル (60 km) しか離れていない。トラッキー川は海水のおよそ6分の1の塩分を含むピラミッド湖に流れ込み、数種類の魚を生息させている。カーソン川はカーソン・シンクと呼ばれる別のアルカリ分を含んだ泥地で消滅する。不運なことに旅人はこのどちらかの川に辿り着く前にフォーティマイル砂漠を横切らねばならなかった。フォーティマイル砂漠の前で、カリフォルニア・トレイルの主要路には分岐があり、トラッキー川ルート（あるいはとラッキー・トレイル、1844年開通）は現在のネバダ州ウォズウァースに向かう州間高速道路80号線が通るほぼ真西に向かっていた。カーソン・トレイル枝道（1848年開通）は今日の州間高速道路80号線とアメリカ国道95号線の交差点から現在のネバダ州ファロンまで南西にフォーティマイル砂漠を横切りカーソン川に至った。
フォーティマイル砂漠は無水アルカリ性荒地の不毛の地域であり、ハンボルト・バーからカーソン川とトラッキー川、さらにその向こうまで広がっていた。この砂漠は東西70マイル (110 km) と南北150マイル (240 km) の広がりがあり、白い塩で覆われた砂と焼けたアルカリ性粘土が太陽熱を反射して、旅人や動物をよろめかせるような火の箱を作っていた。数少ない植物が育ったとしても通常は棘でおおわれており、地面に低く這っていた。フォーティマイル砂漠に降る年間降水量はわずか5インチ (125 mm) である。カリフォルニア・トレイルの中でも最も恐ろしい地域であり、移民たちはほとんど食糧が枯渇し、弱り疲れ、しばしば壊血病の症状となり、動物や道具ものびてしまった。カリフォルニア・トレイルの全行程2,000マイル (3,200 km) の中で約150マイル (240 km) を残すだけであったが、多くの者にとってそこが旅の終わりになった。大半の移民は8月の終わりから10月初旬にかけてそこに到達した。つまり1年の中でも最も暑く乾燥している季節だった。可能ならば暑熱を避けるために夜間に進んだが、砂漠を横切るには1昼夜以上を要した。トラッキー・トレイルで砂漠を横切る中間あたりに、まずい味の温泉（現在は熱発電プラント）が有ったが、その水はあまりに熱くて、喉が渇いた動物でも飲めなかった。多くの動物の死骸がこれら「悪い」泉の周りに集められ、しばしば近付くこともできなかった。水は溜めておいて飲む前に冷ましておく必要があった。道の最後の8マイル (13 km) はアルカリ分の堆積が軟らかい深さ6インチから10インチ (15-25 cm) の砂となり、動物が荷車を曳いて行くのを難しくした。地面は開拓者達が何とか通り過ぎるための絶望的な奮闘の中で捨てられた物、荷車および死者や死に行く動物の残骸が散らばっていた。しばしば荷車も放棄され、動物は鉤を外されて勝手に水を求めて行くままに任された。砂漠の対岸で回復した後に旅人達はその荷車を取り戻すために引き返すこともあった。多くの動物が（そして人も）この砂漠を越えるときに死んだ。1850年に行われた集計ではフォーティマイル砂漠でのぞっとするような数字が出ている。死んだロバ1,061頭、死んだ馬約5,000頭、死んだ牛3,750頭および墓の数953となっている 。

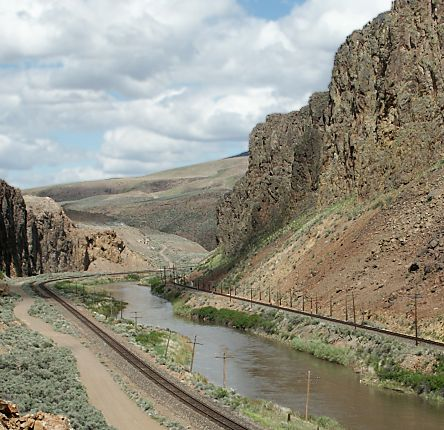
ハンボルト川、ネバダ州
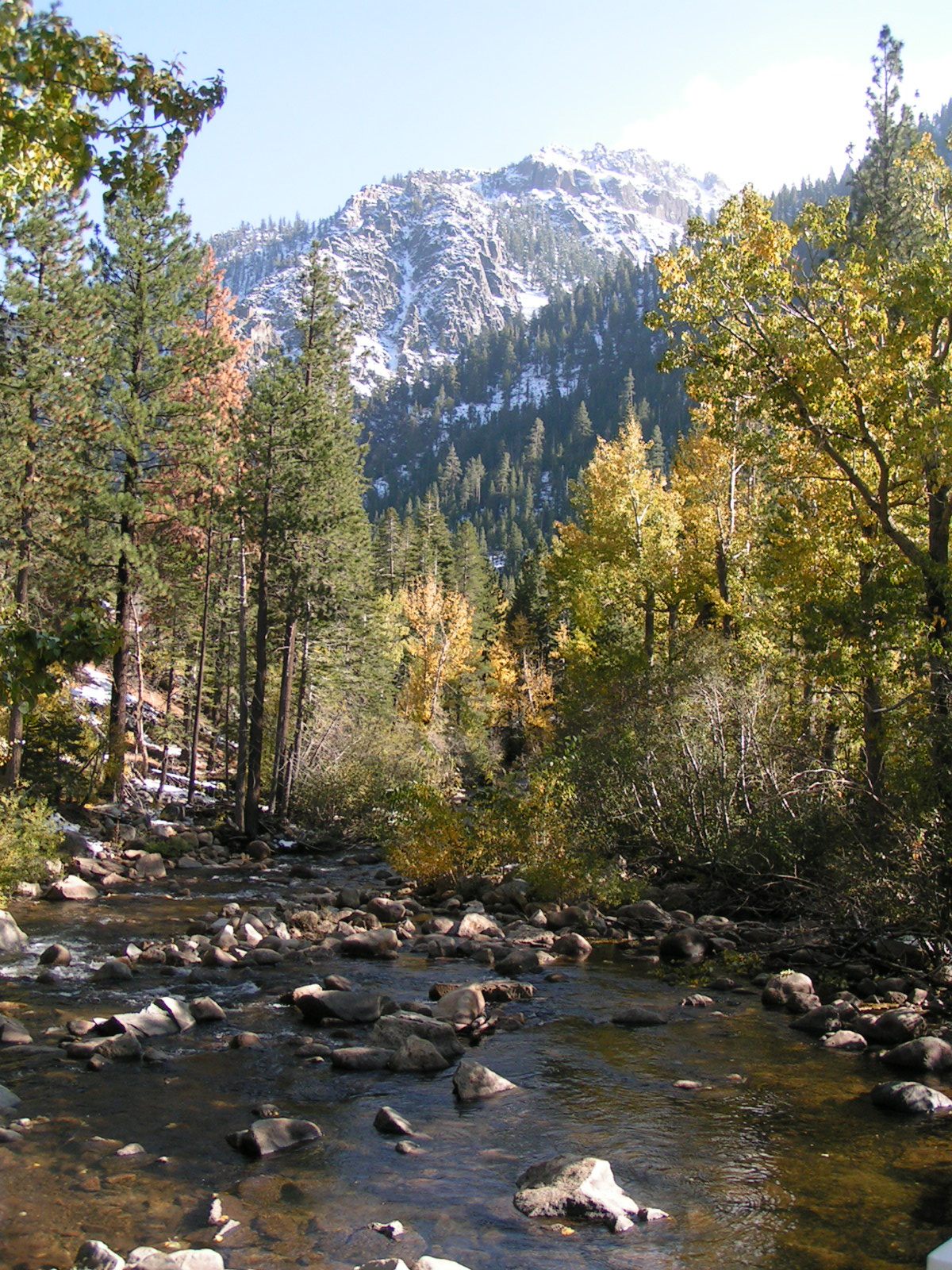
カーソン川西支流、カリフォルニア州アルパイン郡ホープバレーの真東
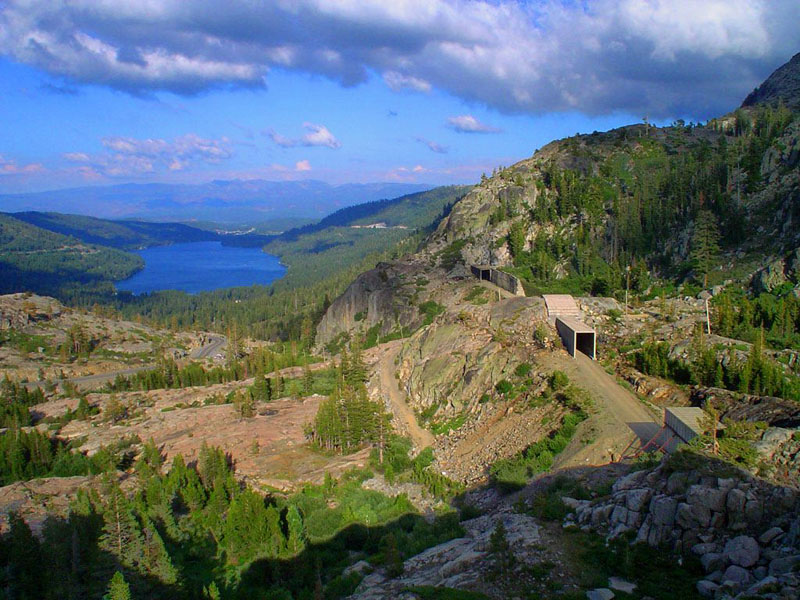
ドナー峠、カリフォルニア州
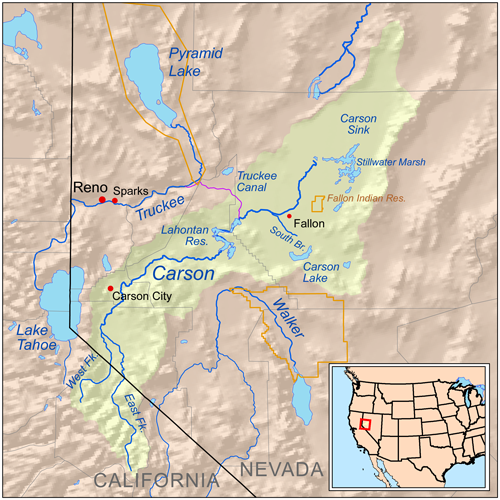
カーソン川、トラッキー川、ハンボルト川、流域の地図、ネバダ州西部

### シエラネバダ越え
カリフォルニア東部州境の高く岩の多いシエラネバダ山脈が、西に向かう旅人達の越えなければならない最後の障害だった。シエラネバダ山脈は西方に傾いた風化した石灰岩の大きな山麓で構成されている。西側斜面は氷河と川が彫り込んだキャニオンで傷跡のようになっているが、それらの頂点からセントラルバレーの平野部に至るまで約70マイル (110 km) にわたって緩やかに傾斜している。東側斜面は氷河と川の傷跡でさらに起伏が激しくなり、通常はかなり切り立っており、その頂部はグレートベースンの麓から多くの場所では10マイル (16 km) もない間に聳え立っている。タホ湖の東にはやや小さいがかなりの量の風化した石灰岩でできたカーソン山地がある。2つの山脈共に西のカリフォルニは向かうには越えなければならないものだった。今日でもシエラネバダ山脈を抜ける道路は9つしかなく、冬季には半分は閉鎖される可能性がある。

#### トラッキー・トレイル
シエラネバダ山脈を越えるトラッキー・トレイル（1844年にスティーブンス・マーフィー幌馬車隊が設立）は約50マイル (80 km) のフォーティマイル砂漠を通ってくる道だった。トラッキー川まで達すると現在のネバダ州ウォズウァース近くでほぼ真北に転じた。移民たちはそこの冷たくて甘い味のする水、草、および何百マイルも進んで来て初めて目にする樹木（ハコヤナギ）の涼しい木陰に感謝した。旅人達は先に進む前に自らと動物達を数日間休養させることが多かった。動物達にとっても木陰と草、さらに苦くなく石鹸の味もしないハンボルト川の水は素晴らしかった。トラッキー・トレイルはトラッキー川に沿って現在のネバダ州リノを過ぎ、西に進んで現在のネバダ州とカリフォルニア州の州境近くでトラッキー・キャニオンに出てきた。このキャニオンはカーソン山脈を越える道の1つだった。この狭く圧するようなキャニオンでは当初岩が詰まり冷たいトラッキー川を27箇所で渡る必要があった。1845年ケレイブ・グリーンウッドとその3人の息子達がトラッキー・キャニオンを迂回し、現在のネバダ州ベルディの町近くで川から離れ北西の谷をドッグ・バレーまで進んで、そこから南西に現在のスタンピードとプロッサー・クリーク貯水池を抜けて下り、現在のカリフォルニア州トラッキー近くで本道に合流する新しい経路を開発した。これは延長が約10マイル (16 km) 長いものだったが、トラッキー川を何度も渡る必要がなくなったので、トラッキー・トレイルの主要路になった。この道はタホ湖の北を通り、ドナー湖にいたってドナー峠（ドナー・パス）の険しい山道を登るものだった。当初の幾つかの経路（シエラネバダ越えのために時間の経過と共に幾つかの経路ができた）では荷車を分解して、動物を使い崖の上から荷車の部品や物資を吊り上げる方法が採られた。幾つかの崖は背の高い樹木を傾けて崖に預け、動物を使って急傾斜面を荷車を曳かせた。全ての経路は多くの動物に荷車を曳かせるか、荷車を分解して上げる必要があった。当初は標高7,000フィート (2,100 m) のドナー峠を越えていた。

#### ローラー・パス
1846年頃からは、ジョセフ・アラム隊がドナー湖南に別の経路を見つけた。このルートは現在のカリフォルニア州トラッキーを過ぎ、ドナー湖南のコールドストリーム・キャニオンを登り、ドナー峠の南約2マイル (3 km) にあるジュダ山とリンカーン山の間の標高7,800フィート (2,400 m) の鞍部に至るものだった。この経路は標高が幾らか高い所まで登る必要があったが、それほど急峻ではなく、ローラー・パスと呼ばれた。牛を頂部まで引いていき、長さ約400フィート (120 m) の鎖を荷車に繋ぎ、12頭以上の牛で最後の急傾斜面（仰角30度）を荷車を引き上げた。鎖の摩擦を小さくするために頂部にある丸太（ローラー）に鎖を巻きつけさせた。（ローラー・パスの地図）荷車を分解したり積荷を降ろしたりする必要が無かったので、頂部に至るかなり速い方法だったが、荷車、人、動物および荷物を全て運び上げるために2,3日あるいはもっと長い時間を要した。1848年から1849年頃、開拓者の大部隊が最後の頂部にスウィッチバック式の道をつけて、ローラー・パスを越えるために鎖やローラーの必要性を排除した。峠からは西に向かって岩だらけの山の斜面を見ることができ、目的地に到達するまでにはまだ約80マイル (130 km) の大変で危険な努力を必要としていた。
この頂部から道は岩がゴロゴロしている道を下って、高山湖から流れ出るユバ川の南支流に向かった。頂部の後の最初の休憩地点は、数マイル先にある美しいサミット・バレー（現在は大半がレイク・ヴァン・ノーデン貯水池になっている）だった。

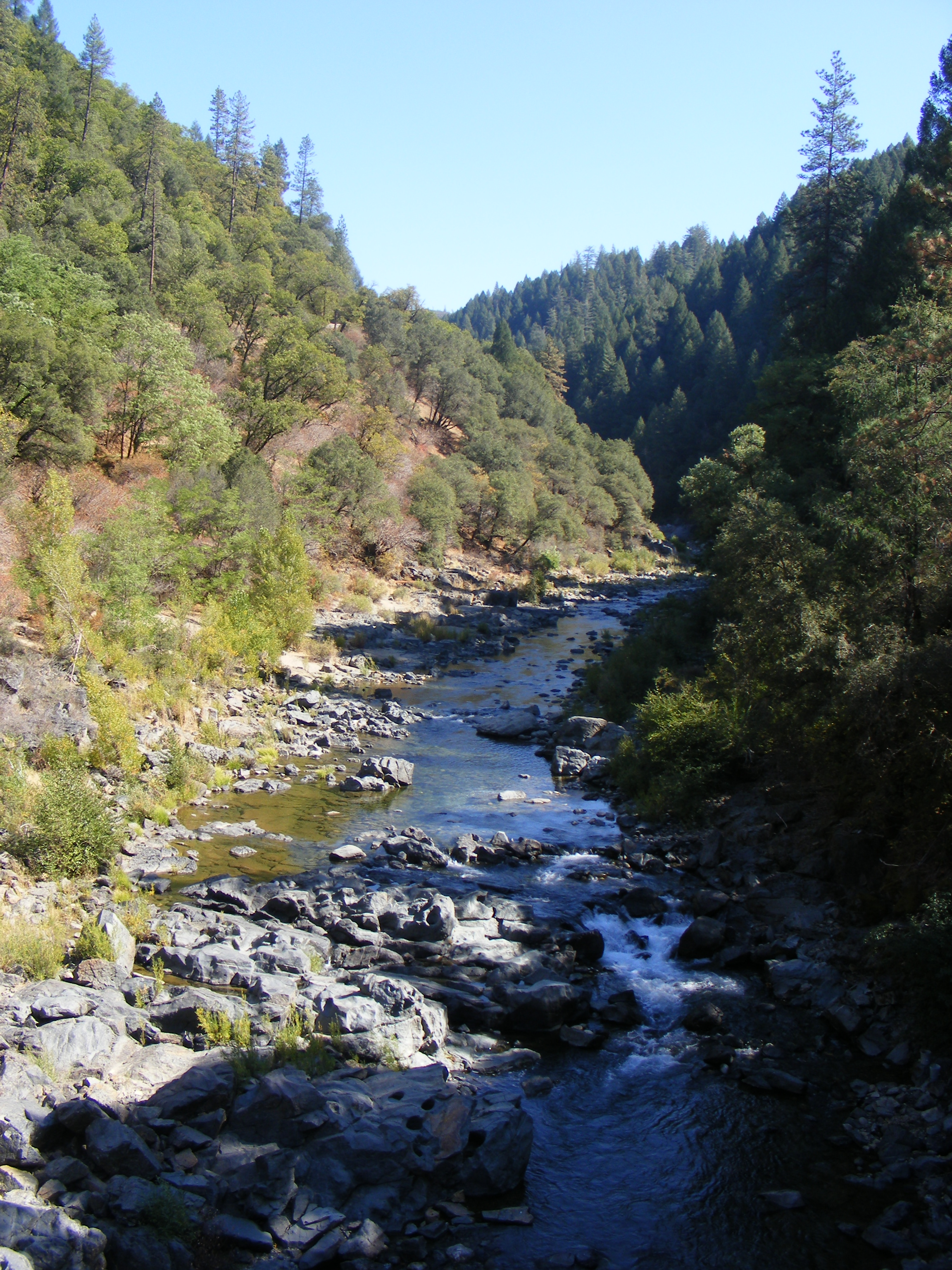
ユバ川の南支流、ノース・ブルームフィールド道路橋から見る

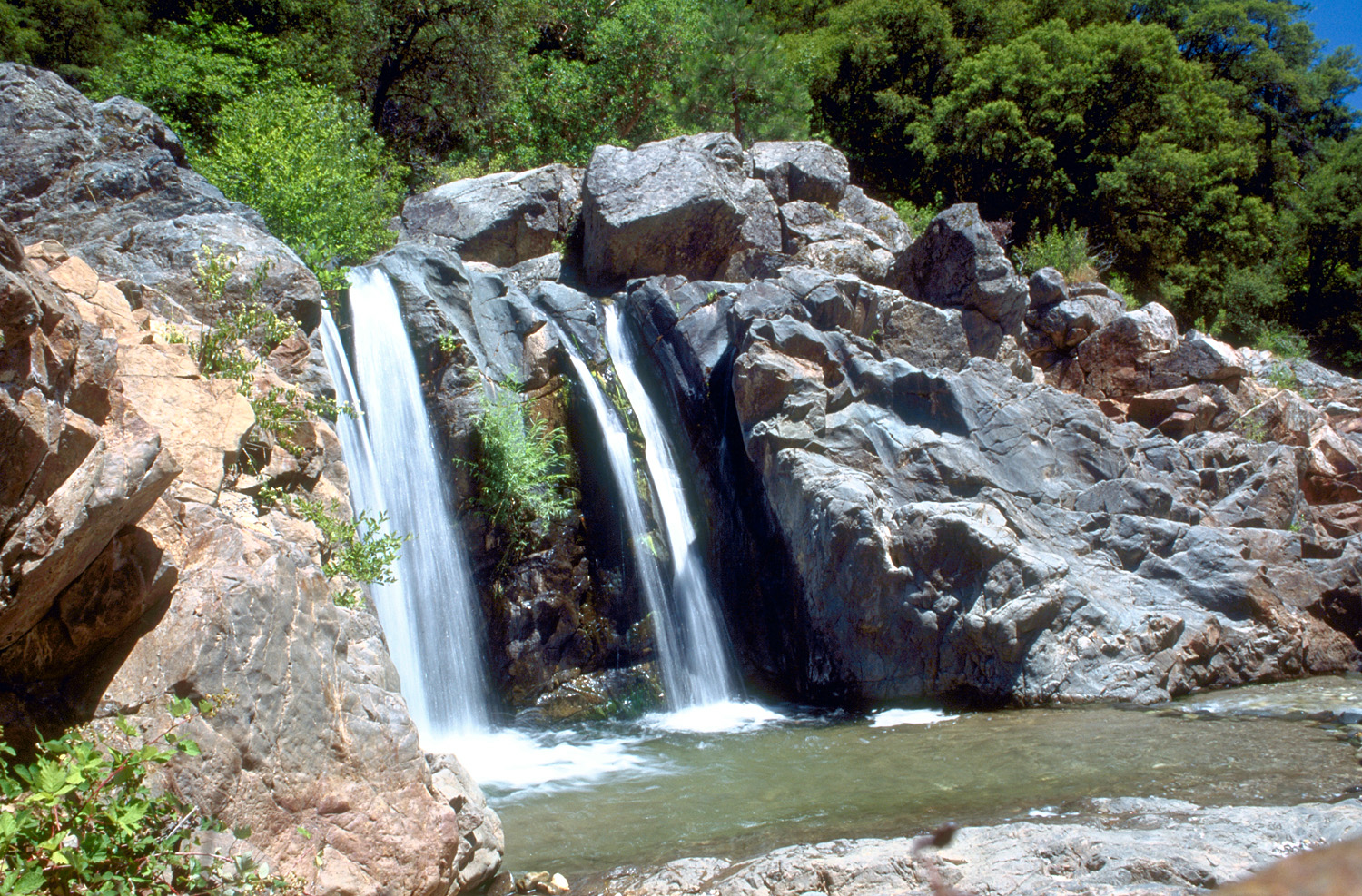
南ユバ川州立公園内にある滝

道はシエラネバダ山脈西斜面を下り、大きな石灰岩巨礫や多くの岩の露出部と険しい斜面を過ぎて、エミグラント・ギャップを通過した。州間高速道路80号線にある歴史標識には「1845年の春、最初の幌馬車隊がシエラネバダ山脈を克服した。彼らは渓谷を発し、尾根に上り、旧エミグラント・ギャップまで西進し、ロープを使ってベアバレーの底に下りた。ゴールドラッシュの前、その間、そして後に多くの者達が続いた。ここは山岳を抜ける移民の道の中でも障害となった場所だった」と書かれている。大半の移民は休息のためにベアバレーに留まってからサッターズ砦までの残り約70マイル (110 km) に進んだ。1925年頃に建設された当初のリンカーン・ハイウェイは、ドナー峠に至るシエラネバダ東部の山道を何度も急なスウィッチバック方式で登った。今日、カリフォルニア州とネバダ州の州間高速道路80号線の一部は、「40マイル砂漠」から、トラッキー川、ドナー峠、サクラメントなどほぼトラッキー・トレイルの経路を辿っている。
最終的にトラッキー・トレイルの枝道が幾つか開発された。道の一部はセントラル・パシフィック鉄道の建設が1864年に開始されたときに、かなり改良された。ネバダに物資を運ぶ金を稼ぐためにダッチ・フラット・ドナー湖有料馬車道が建設され、ダッチ・フラットからネバダ州ベルディまで労働者も運んだ。

#### ネバダシティ道路
トラッキー・トレイルの枝道としてカリフォルニア州ネバダシティに至るネバダシティ道路（1850年開通）があった。この25マイル (40 km) のカットオフは現在カリフォルニア州道20号線がほぼ同じ経路を辿っており、州間高速道路80号線のエミグラント・ギャップからネバダシティに至っている。

#### オーバーン移民道路
トラッキー・トレイルからオーバーンに至るオーバーン移民道路（1852年開通）はオーバーンの新しい金採掘所に移民を誘導するために建設された。トラッキー・トレイル終点とも言えた現在のネバダシティからオーバーンまで延伸したものだった。現在のカリフォルニア州道49号線がほぼこの経路に相当している。後にオーバーンからエミグラント・ギャップまでの粗い道にそって有料道路が建設され、州間高速道路80号線やセントラル・パシフィック鉄道もこのルートを辿ることになった。1852年、オーバーンはサクラメントから荷車で到達できるようになった。

#### ヘネス・パス道路
ヘネス・パス道路（1850年開通）は、現在のベルディからカリフォルニア州のキャンプトンビルとメアリーズビルまでシエラネバダ山脈を越える80マイル (130 km) の道だった。1850年頃からパトリック・ヘネスによって荷車用有料道路として開発された。ヘネス・パス道路はトラッキー・トレイルよりおよそ15マイル (24 km) 北にあった。この経路はドッグ・バレー（現在のベルディの近く）のトラッキー・トレイルからリトル・トラッキー川を遡り、ウェッバー湖に至って、標高6,920フィート (2,110 m) のヘネス・パスを越え、ユバ川北支流と中支流を分ける尾根にそってキャンプトンビルとメアリーズビルまで達するものだった。荷物は蒸気船でメアリーズビルまで運ばれ、シエラネバダ山脈越えのために積み替えられた。1860年以降、ベルディから南方のネバダ州のカーソンシティやバージニアシティのコムストック・ロードまで延伸された。1860年を初めとして続く9年間ほど大きな改良が加えられてシエラネバダ山脈越えの最も混雑する道路になったが、これはプレーサービル・ルート（ジョンソン・カットオフ）が標高が低くて荷物を運びやすいために荷馬車や駅馬車の御者に好まれたためだった。多くの夏の宿泊所や中継駅が経路沿いのおよそ7ないし10マイル (11-16 km) おきに作られ、牛、馬およびロバで曳く荷車が備えられた。繁忙期には荷車が終日行き交って道路を埋め、一晩に6つかそこらの駅馬車が動いた。この経路は、セントラル・パシフィック鉄道とバージニア・アンド・トラッキー鉄道が1969年に完工し、鉄道で安く容易く荷物を運べるようになったときに、ほとんどの御者から見捨てられた。鉄道が開通した時にバージニアシティの人々は20ないし50%低いコストで荷物を運べたと記録した。今日、ヘネス馬車道は大半が砂利敷きのヘネス・パス道路と呼ばれるアメリカ森林サービスの道路になっており、ベルディとキャンプトンビルを繋いでいる。

#### ベックワース・トレイル
ベックワース・トレイル（1850年開通）は、トラッキー川ルートをトラッキー・メドウズ（現在のネバダ州スパークス）で離れ、北にほぼ現在のアメリカ国道395号線を辿り、現在のカリフォルニア州道70号線沿い標高5,200フィート (1,580 m) のベックワース・パスでシエラネバダ山脈を越えるものだった。峠を越えた後は、尾根伝いに西へ進み（フェザー川キャニオンを避けた）、現在のプリュマス、バットおよびユバ郡を抜けてカリフォルニアのセントラルヴァレーに入り、最終地点はメアリーズビルだった。オーロビル・クィンシー・ハイウェイ（カリフォルニア州道162号線、一部砂利道）とクィンシーからアメリカ国道395号線まではカリフォルニア州道70号線が概ね当初のベックワース・トレイルに従っている。1906年から1909年にウェスタン・パシフィック鉄道によって、フェザー川キャニオンを降るフェザー川鉄道が建設されたが、この道に平行して走っている。この道路はカリフォルニア州北部の鉱山に向かう鉱夫たちによって間歇的に使用されるだけになった。

#### カーソン・トレイル
カーソン・トレイル（1848年開通、モルモン移民トレイルとも呼ばれた）は、約40マイル (60 km) のフォーティマイル砂漠を抜けてハンボルト・シンクを離れ、カーソン・シンクの西の縁を回って、現在のネバダ州ファロンの近くでカーソン川に至った。カーソン・トレイルは、ジョン・C・フレモントが1844年2月にカーソン・パスを通ってシエラネバダ山脈を越えた時の斥候、キット・カーソンに因んで名付けられた。砂漠を抜ける道には西端で厚さ6ないし12インチ (15-30 cm) の砂が積もっていたが、カーソン川が堆積した砂が西に吹き寄せられたものである。この砂で大変疲れ切っていた役畜が砂漠を旅するのを難渋させ、1849年やその他主要な移民の年には数百の役畜がここで死んだ。
移民の荷車ルートは通常、1人の女性を含む約45人のモルモン大隊を除隊したメンバーが早くに開発したカーソン・パスを使っていた。彼らは17両の荷車と300頭の牛を連れて1848年に東のソルトレイクシティに向かった。これらの荷車隊は、カリフォルニアに中実の車輪を付けた単純な牛車以外作る設備の無かった1846年あるいは1847年に移民してきた古参兵だった。彼らは現在のプレーサービル（1848年にはサッターズ砦より東に実質的開拓地は無かった）の東にシエラネバダ山脈のアイアン山尾根を辿り、シルバー湖に近いトラジディ・スプリングに至った。ここで彼らは斥候の中の3人が殺されているのを見つけたが、インディアンによるものと考えられた。そこからは標高9,050フィート (2,760 m) のウェスト・パスに上り、ケイプルズ湖に降れば、数マイル先が標高8,650フィート (2,640 m) のカーソン・パスだった。ここで下の美しい渓谷に下りる方法はロープや鎖を使って何度も方向を変える必要のある大変急な尾根道だけであり、その先にホープ渓谷の水源レッド湖があった。カーソン山脈を越えるためには、カーソン川を辿り、約6マイル (10 km) の大変荒々しいカーソン川キャニオンを進むことだった。このキャニオンは巨礫や岩で埋っており、それらはカーソン山脈から川がえぐってキャニオンまで1,000フィート (300 m) 以上も落下させたものだった。幾つかの場所では荷馬車を通す為にキャニオンを拡げ、塞いでいる巨礫を取り除いて東に進んだ。巨礫や通り抜けられないような狭いキャニオンで火をつけようとすれば（流木は容易に手に入った）、熱い岩に冷たい水をかけることでつるはしやシャベルを使って容易に岩が砕けることが分かった。火、水、および熱心につるはしをつかうことで通れなかった道が通れるようになった。1853年ころ、このキャニオンを抜ける道路は間歇的に有料となり、巨礫が除去され2つの橋が造られた時には大変使いやすいものになった。現在のカリフォルニア州道88号線と同89号線がカーソン川キャニオンを通っており、爆発物やブルドーザーを使って滑らかにまた真っ直ぐにされている。
1848年に西に向かった旅行者は、現在のネバダ州ファロンからモルモン大隊が造った道を辿った。カーソン川キャニオンを抜ける道はまだ大変荒々しいものであり、巨礫に対してロープやバール、梃子などを使って格闘し、幾つか急ごしらえの橋も使って最後に美しい標高7,100フィート (2,160 m) のホープ渓谷に入った。ホープ渓谷から西に向かう旅人は、急峻で岩が多く曲がりくねった道を登って、氷河が造った圏谷の裏壁を進みタホ湖の南でシエラネバダ山脈を越えた。レッド湖に近いホープ渓谷の奥では、この道が「悪魔の梯子」と呼ばれ、最後の半マイル (1 km) で険しい斜面を700フィート (110 m) 以上も登らなければならなかった。今日、注意して見ると、鉄の縁をつけた荷車の車輪がつけた刻み目、溝、錆跡が見られ、ロープ、鎖やプーリーで付けられた樹木の傷跡もわかる。旅人達はおよそ1日の重労働で峠の頂点にまで達した。この道は標高8,700フィート (2,650 m) のカーソン・パスでシエラネバダ山脈を越えた。当時の先に進む道はカーソン・スパーに遮られていた。これはウェスト・パス（現在はカークウッド・スキーリゾートの一部）に進むことによってのみ荷車を進められる切り立った尾根だった。カーソン・トレイルを進むには、モルモン大隊が切り開いた道を辿り、現在のケイプルズ湖（貯水池）で南に折れ、標高9,500フィート (2,900 m) のウェスト・パスに登ってやっとシエラネバダ山脈を越えたことになった。ウェスト・パスを越える半日行程はカーソン・パスを越える時よりも容易であり、1848年から1863年まで数千の荷車が使った。その後カーソン・スパーの崖の面により良い経路が開通された。カーソン・トレイルはプレーサービルや金鉱地帯の中心に真っ直ぐ伸びており、長年多くの移民にとって主要経路となった。現在のカリフォルニア州道88号線は道の難しい所の多くを切り開いて真っ直ぐにし、自動車が通れるようにしている。しかし大まかにモルモン移民トレイルあるいはアイアン山道路と呼ばれた道に合流するまでカーソン・トレイルの大半に沿って進んでいる。その先はカリフォルニア州ポロック・パインズやプレーサービルに通じている。
カーソン・トレイルには多くの枝道ができ、荷車のために有料道路ができたので、移民や鉱夫達はそれらを通ってシエラネバダ山脈を越えた。

#### ジョンソン・カットオフ（プレーサービル・ルート）
ジョンソン・カットオフ（1850年-1851年建設、プレーサービル・ルートとも呼ばれた）は、ネバダ州カーソンシティからカリフォルニア州プレーサービル（当時はハングタウンと呼ばれた）までの道路であり、カーソンシティの近くはカーソン・トレイルの一部を使っていた。このカットオフは1850年から1851年頃にプレーサービルのジョン・カルフーン・ジョンソンによって開発された。カーソンシティを出てコールド・クリーク（キングス・キャニオン道路経由）を辿り、標高7,150フィート (2,180 m) のスプーナー・サミットを越えた。一旦タホ湖近くに出て、湖に突き出ている岩の多い山脚のあるかなり険しい尾根を登ることを強いられ、さらに沼地の場所もあった（現在のアメリカ国道50号線はどちらも解決している）。湖の南端に達すると、エコー湖近くで進路を西に変え、急坂を登って標高7,400フィート (2,260 m) のエコー・サミット（ジョンソンズ・パス）でシエラネバダ山脈を越えた。ジョンソンズ・パスからの急な下りはサウスフォーク・アメリカン川のスリッパリー・フォードまで続いていた。そこからは、川に沿って西進し、ストローベリーから今日のカイバーズに出て、川の北岸に渉り、約1,400フィート (430 m) 登ってピーバイン・リッジに至り、その尾根を伝って川の岩の多い所を回りこんだ。ピーバイン・リッジから降りると、アメリカン川の南支流をパシフィックハウス近くで渡った。現在のカリフォルニア州ポロック・パインズ付近からは尾根に沿って川の南岸をプレーサービルに到着した。ジョンソンのルートはシエラネバダ山脈越えの主要路として大きな競争力があるものになった。この経路はかなり改良と修正が施され、冬季でも少なくとも間歇的に通行できるようにされたので、年間を通したシエラネバダ山脈越え経路として主要なものの1つになった。
1855年、カリフォルニア州議会は「シエラネバダ山脈越えの荷馬車道路を建設する法」を成立させ、そのための100,005ドルの予算を確保した。シャーマン・デイ（非常勤でカリフォルニア州上院議員としても働いていた）が可能性のある経路の調査員に指名された。デイは広範な調査を行った後に、プレーサービル・ルート（ジョンソン・カットオフ）を最も見込みがある経路として推薦し、改良経路の測量を行った。不運なことにカリフォルニア州最高裁判所が1856年に、この法は州憲法で住民投票無しには許されない負債額30万ドル制限に違背しているので違憲だと裁定した。道路の推進派はがっかりしたが負けてはおらず、エルドラド、サクラメントおよびヨロの各郡から道路建設のために5万ドルを集めた。契約が行われ、サウスフォーク・アメリカン川の新しい橋（11,300ドル）ができ、ピーバイン・リッジの山腹道路は川より100ないし500フィート (30-150 m) 上に上げて、急な上り下りを避け、ジョンソンズ・サミット（エコー・サミット）に登る新しい道を作り、レイク・バレーに降りる急峻ではない道も造った。新しいルートは「デイ・ルート」と呼ばれた。冬季とそれに伴う流出水で道路は大惨事になり、1860年春に群衆がバージニアシティに向かおうとしたとき、何とかまずまずの道ができたと報告された。1860年以降、道路はバージニアシティの鉱山に向かう有料道路として広範に改良された。現在はアメリカ国道50号線がほぼこの経路を通っている。
1860年から1861年にポニー・イクルプレスがダゲッツ・パスとジョンソン・カットオフを経路に使って冬季でも郵便を配達した。

#### ルーサー・パス・トレイル
ルーサー・パス・トレイル（1854年開通）は、カーソン川キャニオン道路とジョンソン・カットオフ（プレーサービル道路）を繋ぐために建設された。ルーサー・パス（現在のカリフォルニア州道89号線）はタホ湖に沿った道ではなくカーソン川キャニオンを通ってカーソン・パスの北西で旧移民道路とを繋いだ。エコー・サミットから降った後で東に向かいレイク・バレーの南に達し、南東に向かって標高7,740フィート (2,360 m) のルーサー・パスを越えてホープ・バレーに入り、そこでカーソン川キャニオンを抜けるカーソン・トレイル主要路と繋がり、カーソン山脈を越えた。

#### ダゲッツ・パス
ジョンソン・カットオフ（プレーサービル道路）の枝道として約10マイル (16 km) のダゲッツ・パス有料道路（ジョージタウン・パック・トレイル）が1850年頃に建設された。このルートはカーソン山脈を越える為の有料道路として開発された。東に向かって現在のネバダ州ステイトライン（サウスタホ湖近く）近くでプレーサービル道路を離れ、キングスベリー・グレイドを登って標高7,330フィート (2,230 m) のダゲッツ・パスを越え、キングスベリー・グレイドを降ってカーソン・バレーに至るものだった。1859年以降とコムストック・ロードで金や銀が発見されたとき、この道路は広範に改良され、通常のカーソン川キャニオンを抜けるよりも約15マイル (24 km) 短縮できたのでバージニアシティに向かう御者が使った。今日、ネバダ州道207号線がほぼこの道路に沿っている。

#### グリズリー・フラット道路
グリズリー・フラット道路（1852年開通）はカーソン・トレイルの延伸部であり、コンシュームズ川の中支流を降って、プレーサービルから約35マイル (56 km) 東、当時金の採掘で賑わったグリズリー・フラットに至った。

#### ボルケイノ道路
ボルケイノ道路（1852年開通）はカーソン・トレイルの枝道であり、アマドール郡とストックトンの商人が現在のカーソン・トレイル（カリフォルニア州道88号線）のコーラル・フラットからカリフォルニア州ボルケイノに至る道路を発注して建設させた。今日このカットオフはフィドルタウン・シルバーレイク道路、シェイクリッジ道路およびラムズホーン・グレイドによってカリフォルニア州道88号線にほぼ沿っている。

#### ビッグツリー道路
ビッグツリー道路（1856年開通）は現在のカリフォルニア州道4号線にそって標高8,730フィート (2,660 m) のエベッツ・パスを越えるルートである。現在の「エベッツ・パス国定景勝間道」はシエラネバダ山脈越えの景観道路である。カラベラス・ビッグツリー州立公園とグロバー・ホットスプリングス州立公園という2つの州立公園のどちらかが始端となる。スタニスラウスおよびフンボルト・トイアブル各国立の森を通っている。1856年頃に使われ始めたときは無料道路だったが、1864年から1820年まで有料となり、1911年に無料の郡道路となった。今日、エベッツ・パス道路は大変景観が良いが、シエラネバダ山脈越えとしてはあまり使われていない。峠越えの部分は中央線の無い2車線以下の道路となっている。大変急な坂が含まれ特にシエラネバダ山脈東側が何箇所か鋭いヘアピン・カーブとなっている。長いトレーラーを牽引する車や商用車には勧められない。オートバイに乗る人にも注意が必要である。
カーソン川とトラッキー川の道は最終的にサクラメントのサッターズ砦で終点となった。1848年移民の大半はこの経路を開発し使った。1849年、移民の約3分の1はカーソン・トレイルを使い、後年その割合が増えた。1848年から多くの者は主要路から分かれて、道沿いあるいは離れたところにある鉱山地区や町に入った。

#### ソノラ道路
1852年、ソノラ道路がカーソン・トレイルからカリフォルニア州ソノラまで、クラーク・スキッドモア会社によって開通された。ハンボルト・シンクからフォーティマイル砂漠を越えてカーソン川に至り、ほぼ真南にウォーカー川まで下り、それに沿ってシエラネバダ山脈に上り、大変急な斜面（所によって26度）と岩の多い上りを経て標高9,625フィート (2,930 m) のソノラ・パスに至るものだった。
そこからはソノラまで曲がりくねった森林のある山の尾根を下った。これはシエラネバダ山脈越えとしては最も標高の高い道路だったが、大変景観も良かった（現在のヨセミテ国立公園から出るタイオガ・パスが少しだけ高い）。ソノラとアメリカ国道395号線の間のカリフォルニア州道108号線がシエラネバダ山脈を越えるソノラ道路とほぼ同じ経路を辿っている。この道路は1854年以降あまり使われなくなった。

#### アップルゲイト・ラッセン・カットオフ
アップルゲイト・ラッセン・カットオフあるいはアップルゲイト・トレイル（1846年-1848年開設）はカリフォルニア・トレイルをネバダ州のハンボルト川沿いラッセン沼地と呼ばれる所にある現在のライ・パッチ貯水池近くで離れるものだった。この道はカリフォルニアのシエラネバダ山脈が低くなってかわせる所まで北西に向かった。道はラビットホール・スプリングスを過ぎて、ブラックロック砂漠とハイロック・キャニオンを通り、最後は（100マイル (160 km) 近い砂漠の旅の後で）サプライズ・バレーに至り、標高6,300フィート (1,920 m) のファンダンゴ・パスへの急峻な道を登った。そこからは急な下りとなり、オレゴン州とカリフォルニア州の州境にあるグーズ湖のファンダンゴ・バレーに至った。グーズ湖の真南、デイビス・クリークでオレゴン・トレイルとカリフォルニア・トレイルが分かれた。アップルゲイト・トレイルは北西に進みロスト川に沿ってオレゴン州南東部に入り、現在の州間高速道路5号線にほぼ沿って真北に上がり、オレゴン州のウィラメットバレーに至った。
カリフォルニア側の枝道であるラッセン・カットオフ（1848年に熱心なオレゴンの金探鉱者の大きな援助で開設）は、ピット川に沿ったデビルズ・ガーデンを抜けて南西に進み、ラッセン山の東を通って現在のアルマナー湖で西に転じ、サクラメント川に近いラッセンの牧場に着いた。そこからはセントラルバレーを南に川を伝い、約110マイル (180 km) でサッターズ砦と金の採鉱地に着いた。この道は場所によって大変粗いので今日では森林の探索やハイキングの道としてのみ使われている。
アップルゲイト・ラッセン・カットオフは他の経路よりもおよそ150マイル (240 km) 長く、サッターズ砦に到着するまでに大体15日から30日余分に掛かった（最初にこの道を選んだ者にはほとんど分かっていなかった）が、フォーティマイル砂漠を避け、他の経路にある高い峠やきつい登坂も避けられた。ただし、大変不快な砂漠を通り、草が少なく十分な水も得られなかった。多くの者にとって悪い選択だった。初期にこの代替ルートを通った者の大半は、このルートに曲がった旅人が随いてくる者にこれが主要路だと誤って思わせる、それだけの純粋に不運だった。大半はその時までに道を知っていた案内人を雇うことなしで済ませており、アップルゲイト・ラッセン・トレイルについて書かれた案内書は持っていなかった。大半は数日あるいは数週間でも間違った道を来たと気付かなかった。1849年には7,000人ないし8,000人（その年にカリフォルニア・トレイルを進んだ旅人の約3分の1）が図らずもこのかなり長い道に入り、以前に来た旅人やその動物が砂漠を裸にし、最も手に入れやすい牧草を燃やしてしまっていたことに気付いた。動物達のためにほとんど飼料は残されておらず、多くの家畜を失い艱難辛苦した挙句にサッターズ砦から派遣された救助隊が着く前に物資が無くなって死ぬ者もいた。彼らはまだ涎を垂らしながらやっとのことで生き残って11月遅くにサッターズ砦に到着した。1853年までに他に速くて容易で短い経路が開発されアップルゲイト・ラッセン・カットオフを通る者はほとんどいなくなった。

#### ノーブルズ道路
1851年、ウィリアム・ノーブルズがアップルゲイト・ラッセン・トレイルの短縮路を調査した。これでセントラルバレーにあるカリフォルニア州シャスタに着くのが容易になり（ノーブルズは2,000ドルの報酬を受けた）、1852年から使われ始めた。このルートはノーブルズ道路と呼ばれ、ネバダ州のラッセン沼地（現在のライ・パッチ貯水池）近くで主要路を離れ、アップルゲイト・ラッセン・トレイルが北のオレゴン州とカリフォルニア州の州境にあるグーズ湖まで回り込む道の大半を省略した。このかなり容易な馬車道はアップルゲイト・ラッセン・トレイルをブラックロック砂漠にあるブラックロックのボイリング・スプリングまで辿り、そこからはほぼ真西に向かってセントラルバレーにあるカリフォルニア州シャスタに向かうものであり、途中スモーククリーク砂漠、ハニー湖、スーザンビルを経由し、ラッセン山の北を通ってシャスタ（現在のレディング近く）に至った。このルートは現在、ネバダ州ウィネマッカからガーラックまでネバダ州道49号線（ジュンゴ道路）に沿い、そこからカリフォルニア州スーザンビルまではスモーククリーク道路がある。そこからはカリフォルニア州道44号線でラッセン火山国立公園を抜けてレディングに至る。水は泉に頼るしかなく、道の大半では頼れるクリークが無かった。ラッセン山の東、約20マイル (32 km) はラッセン道路の一部を使った。道の一部で、シャスタシティに行く旅人は北に行くときに南のサッターズ砦に向かう旅人と擦れ違ったかもしれない。

#### シエラネバダ山脈越えの有料道路
シエラネバダ山脈越えの有料道路で当初大きな注意を引いたものは1859年にワズホー地区のバージニアシティとコムストック・ロードの鉱脈だった。ここは急速に発展し、1860年頃以降、どのくらい金や銀の鉱脈があるかが分かり、鉱山、数千人の鉱夫およびそれを支援する者達に支給する数千トンの物資を購入する為に何百万ドルもの投資を要求した。当時のネバダにはほとんど何も無かった。さらに精錬所が建設されるまでは、高品質の鉱石が精錬のためにカリフォルニアに積み出された。そこの金と銀の鉱石は、いくつもの鉱山から掘り出されるので、大規模な鉱業操業を発展させることを必要とした。銀を取り出すために新しい技術、ワズホー・プロセスの開発が必要とされた。しばしば地盤が弱かったので、坑道を支える新しい技術も必要とされ、四角に組んだ木材による支持構造のために大量の木材が必要とされた。坑道から毎日何百万ガロンもの水が汲み上げられたので、大型の蒸気駆動コーニッシュ・ポンプと重量が150万ポンド (675 ton) 以上になる長さ3,000フィート (900 m) 以上のポンプ軸がつき、それを回転させるために1日33コード (120 m3) の薪が使われた。さらに鉱山の揚重機や精錬機を動かす蒸気エンジンのために大量の薪が使われた。冬季の暖房のためにもさらに数千コードの薪が使われた。これら数千コードの薪はすべて輸送してくる必要があった。金や銀の発見はどのような開発や輸送のコストにも引き合うものだった。この時の20年間で、3億ドル（1880年のドル価格）以上の価値がある金と銀が掘り出された。1850年から難しい地形や流れに沿った移民の道が改良され、有料道路と橋に置き換えられた。これらは企業家や幾つかの都市が建設し出資した。
シエラネバダ山脈越えの有料道路として当初、カリフォルニア州ネバダシティからネバダ州バージニアシティに至るヘネス・パス・ルートと、カリフォルニア州プレーサービルからタホ湖およびカーソン山脈を経てバージニアシティに至るプレーサービル道路（ジョンソン・カットオフあるいはタホ馬車道とも呼ばれた）という2つの主要な道が開発された。ヘネス・パス・ルートはメアリーズビルとネバダシティからの出資25,000ドルで部分的に造られた。プレーサービル道路は約100マイル (160 km) の行程で幾らかは短く、1856年に建設されたサクラメント・バレー鉄道でサクラメントから約23マイル (37 km) のフォルソムまで荷物を運べるという長所があった。この荷物は荷馬車に積み替えられプレーサービルまでの良い道路を進み、さらにバージニアシティまで運ばれた。1861年から1866年の絶頂期、これら道路の改良に多額の金が投ぜられ、道路の建設や維持にあたる労働者および大体10マイル (16 km) ごとに置かれたサービスセンターの従業員には給与が支払われた。当時の標準的賃金は労働者や御者で1日1ドルから2ドルだった。役獣は1日数ドルで借りられた。小峡谷や車の轍は埋められ、排水溝が付けられ、道路の軟らかい部分には砂利が敷かれた。荒れた地点は平らにされ、丘を回りこむために切り通しが造られ、流れやキャニオンには橋が架けられた。道を作り維持するための道具と言えば、鶴嘴、ショベル、鍬、斧、手鋸といったものであり、人間の大量の汗と共に黒色火薬や一輪車も使われた。使える力は人間、牛あるいは鋤や荷車を曳くロバであり、ロバによる土砂運搬車もあった。毎年春には冬季の間の破壊や雪解け水による被害のために莫大な修繕費用が必要とされた。
夏の日中は、十頭までのロバに曳かせて東西に向かう重い荷物を積んだ荷車で何マイルものあいだ込み合った。西に向かう車の大半は空だった。離合のために道路のあちこちに離合点が設けられた。推計では約2,000人の御者が約2,500両の荷車を動かし（御者によっては2両あるいは3両の荷車を曳かせた）、約12,000頭のロバが使われた。もし各荷車が道路の約100フィート (30 m) を占領し、1,000の組があるとした場合、少なくとも20マイル (32 km) の道路が埋められたことになった。ヘネス・パス・ルートあるいはプレーサービル道路の往復およそ200マイル (320 km) で、荷車では約16日間掛かった。
郵便と乗客を乗せる駅馬車は鈍い（3マイル／時間、5 km/h）荷車の交通を避けるために通常夜間に走った。プレーサービル道路を走る「パイオニア駅馬車会社」では12両の馬車と600頭の馬を擁し、1日平均37人の乗客を運んだ。馬は10ないし20マイル (16-32 km) ごとに取り替えられ、プレーサービルからバージニアシティまで往復18時間で走った。強盗や馬車の破損などの事故がどちらのルートでも偶に起こった。1864年の駅馬車の収入は、当時の新聞に拠るとプレーサービル道路で乗客1人27ドルとして約527,000ドルと推計される。ヘネス・パス・ルートの「カリフォルニア駅馬車会社」と「ネバダ駅馬車ライン」は乗客の数が幾分少なかった。両ルート併せ郵便料も含めると、1864年の収入は100万ドルを越えると推計される。バージニアシティまでの荷物配達料は1トンあたり約5セントとして、1862年で約280万ドルとなる（セントラル・パシフィック鉄道代理人の推計）。これら有料道路から上がる純利益はおそらく10%以上、すなわち約30万ドルであり、駅馬車は10万ドルだったと見られる。プレーサービル道路とヘネス・パス・ルートには散水車もあり、日中は3時間ごとに道を湿らせ、埃や道の破損を最小にした。プレーサービル道路には93のホテル、駅馬車中継駅、宿泊所があり、ヘネス・パス・ルートも同様で、およそ10マイル (16km) ごとにあった。プレーサービル道路は冬季も運行できるようにされ、一時的な暴風雪のときのみ閉鎖された。
1864年7月、ダッチ・フラット・ドナー湖有料馬車道が後にセントラル・パシフィック鉄道が使うことになるドナー・サミット越えのルートを使って開通し、競合者となった。このルートは当初のトラッキー・トレイルの大半を使っており、大きな違いといえば、大量の労働力を使って道を真っ直ぐにし、険しい坂道や主要な障害物を抜けるために丘の中腹を切り開いたことだった。当初のトラッキー・トレイルが険しいキャニオンに降ってベア川尾根に到達するダッチ・フラットの下流では、荷車の運行を妨げる多くの急な尾根を切り開いた。フラットという名前にも拘らず、難しい地形にあったので、ダッチ・フラット（サクラメントの東約60マイル (100 km)）まで鉄道線路の末端が伸びたのは1866年7月4日のことだった。この有料道路は投資額20万ドル（1864年ドル価格）、350人の労働者と多くの役獣を投入して10か月で造られた。当初は鉄道の末端（当時はニューキャッスルで、サクラメントの東約30マイル (50 km)）からドナー・サミット越えでネバダ州ベルディに至っており、そこからヘネス・パス道路に合流してバージニアシティに至るものだった。このルートは「カリフォルニア駅馬車会社」がプレーサービル道路よりも3時間速く（所要約17時間）、他のルートよりも高度が低くて道幅が広い（20フィート (6 m)）と宣伝した。この新しい有料道路は、新しい鉄道が建設中であってもその物資を運ぶ必要性を賄うことで現金を稼げるように開発された。鉄道の建設がシエラネバダ越えを目指して進むにつれて、貨物は鉄道の末端近くで荷車に積み替えられ有料道路を使って目的地に届けられた。鉄道がドナー・サミットを越えて（1868年12月）トラッキーやその先に入ると、バージニアシティやワズホー地区への貨物は緩りと鉄道に振り替わっていった。現在の州間高速道路80号線はほぼ同じ経路を辿っており、北カリフォルニアにおけるシエラネバダ越えの幹線となっている。
シエラネバダ越えのほとんど全てのルートで改良のために通行料が取られた。しかし2つ（後には3つ）の主要有料道路が開発された後の他の道路は比較的使われなくなった。サクラメントからバージニアシティまで2,000ポンド (900 kg) の荷物を運ぶ荷車の往復料金は約25ドルから30ドルであり、動物が6頭より多いときは通常の1頭1.5ドルに追加料金、橋を通る時にも追加料金があった。州も連邦政府もシエラネバダ越えのための「良い」道路に援助を出さなかった。幾つかの郡が建設を助け、運行権を認めたので、有料道路の運営者は最小の競合で良い道路や橋を建設して維持できた。通行料を不満に思う者もいたが、道路の利用者道路の改良と維持のために金を払い、この時代の納税者は概して、良い「無料」道路に大きな費用をつぎ込むことは好まなかった。
シエラネバダ越えのほとんど全ての荷車運送と駅馬車は、1869年にセントラル・パシフィック鉄道とバージニア・アンド・トラッキー鉄道が開通したときに運行を止めた。このときも続いていたコムストック・ロードの鉱山や町に向けて大量の坑道用木材や数千コードの薪材の需要が唯一大きな例外であり、そのために狭軌の鉄道まで造った。まだ鉄道が来ていない町では荷車や駅馬車が必要とされ使われていた。諸郡によって設立された最初の「ハイウェイ」は1886年に諸郡が買い上げ「無料」道路にされたプレーサービル道路だった。州政府によって設立された最初の「ハイウェイ」はプレーサービル荷車道であり、1896年に買い上げられた後にシエラネバダ越えのアメリカ国道50号線になった。
シエラネバダ越えの道路は1900年代初期まで次第に廃れて行くに任されていたが、自動車時代の到来によって良いシエラネバダ越えの道路の需要が復活した。

#### その他の交通
移民以外にも貨物輸送、家畜移動、駅馬車および1860年から1861年の短期間のポニー・イクスプレスなど道の一部を使ったものがいた。カリフォルニアからネバダの地域の交通は双方向であり、ネバダのコムストック・ロード（1859年開設）のような途轍もなく裕福な鉱山やその他カリフォルニア東部における鉱脈の発見でカリフォルニアからの貨物の輸送需要が出てきた。1855年にパナマ地峡鉄道が開通し、快速の蒸気船がパナマにある大西洋と太平洋の港に行き来することで、アメリカ東海岸からカリフォルニアにそこそこの運賃で貨物を運ぶことが可能になった。以前は危険だった川の渡しも有料橋や渡し舟で安全なだけでなく速く通れるようになった。日夜運行する駅馬車で、ミズーリ川からカリフォルニアまで25日から28日で着くようになり、通常の荷車隊でも1860年で所要約160日から120日に短縮した。多くの橋、渡し舟および道路の通行料は1860年で通常荷車1両あたり30ドルだった。これら有料の橋、渡し舟および道路によって、西部への旅は約40日短縮され、安全性が増した。

#### セントラル・パシフィック鉄道とバージニア・アンド・トラッキー鉄道
カリフォルニア・トレイルの究極の競合者は1869年に完成した最初の大陸横断鉄道だった。カリフォルニア州内ではセントラル・パシフィック鉄道であり、ネバダ州内ではバージニア・アンド・トラッキー鉄道だった。オマハからカリフォルニアまで、所要7日間、運賃65ドル（エコノミー料金）と、速く安く安全になった。開通以前でも、部分開通した鉄道がネブラスカ、ワイオミング、ユタ、ネバダおよびカリフォルニア周辺に貨物と人を運ぶ為に使われていた。東部から運ばれる物品の価格は輸送費が安くなったので20ないし50%下がった。1869年以降のカリフォルニア・トレイルは大胆な旅行者に使われていたが、基本的に道沿いの町から町に行き来する地方道に戻った。

## 歴史

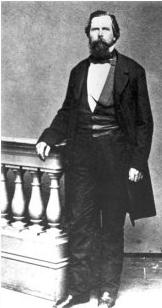
ジョン・ビドウェル

カリフォルニア・トレイルが通ったグレート・ベースンは、スペインと後にはメキシコの領土と宣言されていた所であったが、名のあるスペイン人やメキシコ人の探検家によって探検されたわけではなかった。イギリス人やアメリカ人の毛皮罠猟師が初めてこの地域に入った。アメリカ人の罠猟師で探検家、毛皮交易業者だったジェデッドアイア・スミスが1826年から1829年に2度、カリフォルニアとシエラネバダ越えの遠征隊を率いて戻った。1828年から1829年、ピーター・スキーン・オグデンがイギリスのハドソン湾会社の遠征隊を率い、ハンボルト川（この時はメアリー図川と名付けた）一帯の多くを探検した。1834年、休暇中のアメリカ陸軍士官ベンジャミン・ボンヌビルが、ジョン・ジェイコブ・アスターが出資した西部への遠征を目指し、ジョセフ・レッドフォード・ウォーカーと少数の騎馬部隊を現在のワイオミング州にあるグリーン川から派遣し、カリフォルニアに至る道を探させた。ウォーカーはハンボルト川がグレート・ベースンを通ってシエラネバダ山脈に至る自然の重要路になると確認した。最後はウォーカー・パスからシエラネバダ山脈を越えてカリフォルニア南部に入った。ボンヌビルは自身とウォーカーの西部遠征の証言を1838年にワシントン・アーヴィングに書かせた。ジョン・C・フレモント大尉とその案内人キット・カーソンが1845年にカリフォルニア・トレイルの一部を通る遠征隊を率い、その後カリフォルニア共和国設立に一役買った。フレモントはこの地域の完全な地図を作り、1848年頃にハンボルト川にその名前を与えた（偉大な探検家アレクサンダー・フォン・フンボルトに因む）。フレモントとその妻ジェシー・ベントン・フレモントはその探検に関する広範な証言を書き、広く知られるようになった。
1841年以前の数十年間に、数百のマウンテンマンとその家族がオレゴンやサンタフェから様々な道を通ってカリフォルニアに流入した。カリフォルニア・トレイルの一部を通った最初の著名な移民はジョン・ビッドウェルであり、1841年に35人の男性と1人の女性と赤ん坊からなるビッドウェル・バートルソン隊を率いて、ネバダを過ぎ、カリフォルニアに入った。この隊から離れた一部はオレゴン・トレイルを使って初めてオレゴンに入った移民となった。ビッドウェル・バートルソン隊のカリフォルニアに向かった者達はスネーク川から離れて、ネバダを進んだが、そこのハンボルト川水源は見落とした。彼らはネバダ東部でその荷車を放棄し、背嚢を背負って旅を完成させた。難儀なシエラネバダ越えの後、この集団の一部が後にサクラメント・バレーにチコの町を造った。1842年（カリフォルニア・トレイルを通った移民が知られていない年）、ビッドウェル・バートルソン隊の隊員ジョセフ・チャイルズが他の数人と共に東部に戻った。1843年、チャイルズは7人からなる最初の隊を率いてカリフォルニアに戻った。チャイルズはホール砦でジョセフ・レッドフォード・ウォーカーと出遭い、荷馬車でハンボルト川を下ってカリフォルニアに向かう開拓者の半分を率いて行くよう説得した。チャイルズは残りの者と背嚢を背負い、マルーア川を下ってカリフォルニアに向かうという、まだ誰も使っていない道を開発した。ウォーカーの隊は途中で荷車を放棄し、背嚢を背負ってカリフォルニアに入った。1844年、ケレイブ・グリーンウッドとスティーブンス・タウンゼント・マーフィー隊が、後にトラッキー・トレイルと呼ばれる道を通って、初めて荷馬車を曳いてシエラネバダ山脈を越えてカリフォルニアに入った開拓者となった。1845年、ジョン・C・フレモントとランスフォード・ヘイスティングズが数百人にもなる開拓者を案内してカリフォルニアへの道を進んだ。1846年、約1,500人の開拓者がカリフォルニア・トレイルを通ってカリフォルニアに行ったと信じられており、そこの独立戦争に丁度間に合った。1846年に移動した隊の中にドナー隊というものがあり、ヘイスティングズ（ヘイスティングズ自身はその推奨する道を実際に通ったことは無かった）に説得されて、岩の多いワサッチ山脈を越えるヘイスティングズ・カットオフを通り、ユタのグレートソルト湖塩類平原を過ぎ、その後にハンボルト川ルートに進んだ。ヘイスティングズもドナー隊も知らなかったが、そのカットオフには馬車道も無い岩の多い山岳路だけでなく、80マイル (130 km) 以上の水の無い塩類平原もあった。ドナー隊はこの山岳路と塩類平原を通過する為に数両の荷車と多くの時間、多くの動物を失った。塩類平原を過ぎた後は、回復のためにドナー・スプリングスでほぼ1週間を過ごしたが、隊員と残っていた動物はみすぼらしい姿になっていた。彼らは1846年では最後にカリフォルニアに到着した移民隊となった。不運なことにシエラネバダ山脈の東側では雪が降り始めた。彼らはドナー湖近くのシエラネバダ山脈で早い雪に立ち往生し、飢え、死、および人肉食という酷い経験をした。1845年と1846年の移民の多くはカリフォルニア大隊に徴兵され、パシフィック大隊を助けて、メキシコの悪政からの独立のために戦った。
1848年以前の移民はごく少数だったが、1848年1月にカリフォルニアで金が発見されてからは洪水のように押し寄せた。この年、米墨戦争を終わらせた1848年2月のグアダルーペ・イダルゴ条約により、アメリカ合衆国はニューメキシコ領土とカリフォルニア領土をメキシコから有償で獲得した。金発見の報せが合衆国東部で広く知られる前であっても、オレゴン、カリフォルニア南部およびメキシコから開拓者が金鉱地に向かってゴールドラッシュが始まった。1848年遅くにジェームズ・ポーク大統領が金発見を大衆に報せ、ワシントンで数百オンスの金塊が展示された時から数か月のうちに、東部の金探求者はカリフォルニアに行く計画を立て始めた。1849年春までに、数万人の金探求者が西部のカリフォルニアに向かった。1848年と1849年のゴールドラッシュはカリフォルニア・ゴールドラッシュにその運命を求めた多くの者のほんの走りに過ぎず、その後数年間に毎年約5,000万ドル相当の金（1トロイオンス当たり21ドル）が発見された。不運なことに、1849年はアメリカ合衆国や世界のあちこちでコレラが蔓延した最初の年でもあり、カリフォルニアに向かう途上で数千人が死んだと考えられている。大半がカンザス州やネブラスカ州の表示も無い墓に埋葬された。1860年の国勢調査では、このゴールドラッシュで殺到した者の圧倒的多数が男性であり、カリフォルニア州の16歳以上の男女比では18対1となっている。
1850年までに海上からやってきた開拓者とカリフォルニア・トレイルを通ってきた開拓者を合わせると、カリフォルニアが州になる資格を満たすのに十分な人口になっていた。
ハリウッド映画で流されたイメージとは異なり、西部に旅した者の60%から70%以上は牛に曳かせた荷車で移動しており、二番目がロバ、馬を連れた者はほとんど居なかった。この牛に曳かせた荷車は横を歩く御者が誘導し、鞭と声で命令した。「ウォウ」が止まれ、「ゲタップ」が進めまたは来い、「ジー」が右に回れ、「ハウ」が左に回れ、だった。牛に曳かせた荷車は多くの理由で選ばれた。牛は鈍い（牛の場合、時速2ないし3マイル (3-5 km/h)、馬やロバなら10%は速かった）が、購入費が安く（6頭の牛で70ドルから250ドル、6頭のロバあるいは馬で300ドルから1,000ドル）、6頭の牛でより重いものを曳くことができ、道沿いで偶にしかない草でも生き延びられ、訓練すれば従順で御しやすかった。牛は訓練が容易で、数週間もすれば十分働いた。更に良いことには、牛は馬やロバのように穀物すなわちオート麦を滅多に必要とせず、牛が夜に逃げ出しても簡単に見つけて連れ戻すことができ、インディアンは牛を盗むことにはあまり興味を示さなかった。緊急の場合、牛は背中に荷物を載せるか、殺して食用にできた。次に丈夫なロバは訓練したものを買うのが難しく、手に入るものの大半は訓練されておらず、しっかりとしたロバの調教者でも訓練に2か月から3か月を要した。ロバはしばしば車に近いものの1頭に乗って誘導し、残りのロバは手綱で御した。馬はもっと後年に使われた。道沿いの開拓地で健康に日々働く為に必要な穀物を購入できるようになってから増えた。泥棒や暴走で動物を失うことや消耗させてしまうことは大きな災難となり、代わりを購入できたとしても（確実性は無い）安くも容易でもなかった。行程の終わり頃には、荷車が壊れ始め、動物も消耗し始めると、数少なくなった動物を使って少ない荷車に小さな荷物が纏められた。
物資、食糧および道具はしばしば仲間の旅人の間で共有された。忘れた、壊れたあるいは消耗したものは、仲間の旅人、あるいは道沿いの前進基地や砦から得ることができた。馬、ロバ、牛の新しい蹄鉄は道端にある鍛冶屋によって取り付けられた。道具の修理やその他の物資は道中の幾つかの砦や渡し場に造られた鍛冶屋の店で購入された。良い鍛冶屋の店では数か月の間に数千ドル相当の仕事ができた。緊急物資、修理および家畜はしばしば、オレゴン、カリフォルニア、およびユタの住人によって道を後から来る旅人に供給された。そのような旅人は雪に会わないように急ぎ、物資は枯渇し、道具は壊れ、あるいは新鮮な動物を必要としていた。

## 統計

### 移民数
| 年               | オレゴン | カリフォルニア | モルモン | 合計    |
| ---------------- | -------- | -------------- | -------- | ------- |
| 1834-39          | 20       | -              | -        | 20      |
| 1840             | 13       | -              | -        | 13      |
| 1841             | 24       | 34             | -        | 58      |
| 1842             | 125      | -              | -        | 125     |
| 1843             | 875      | 38             | -        | 913     |
| 1844             | 1,475    | 53             | -        | 1,528   |
| 1845             | 2,500    | 260            | -        | 2,760   |
| 1846             | 1,200    | 1,500          | -        | 2,700   |
| 1847             | 4,000    | 450            | 2,200    | 6,650   |
| 1848             | 1,300    | 400            | 2,400    | 4,100   |
| 1848年までの小計 | 11,512   | 2,735          | 4,600    | 18,847  |
| 1849             | 450      | 25,000         | 1,500    | 26,950  |
| 1850             | 6,000    | 44,000         | 2,500    | 52,500  |
| 1851             | 3,600    | 1,100          | 1,500    | 6,200   |
| 1852             | 10,000   | 50,000         | 10,000   | 70,000  |
| 1853             | 7,500    | 20,000         | 8,000    | 35,500  |
| 1854             | 6,000    | 12,000         | 3,200    | 21,200  |
| 1855             | 500      | 1,500          | 4,700    | 6,700   |
| 1856             | 1,000    | 8,000          | 2,400    | 11,400  |
| 1857             | 1,500    | 4,000          | 1,300    | 6,800   |
| 1858             | 1,500    | 6,000          | 150      | 7,650   |
| 1859             | 2,000    | 17,000         | 1,400    | 20,400  |
| 1860             | 1,500    | 9,000          | 1,600    | 12,100  |
| 累計             | 53,000   | 200,300        | 43,000   | 296,300 |
| 1834-60累計      | オレゴン | カリフォルニア | モルモン | 合計    |
| 1861             | -        | -              | 3,148    | 5,000   |
| 1862             | -        | -              | 5,244    | 5,000   |
| 1863             | -        | -              | 4,760    | 10,000  |
| 1864             | -        | -              | 2,626    | 10,000  |
| 1865             | -        | -              | 690      | 20,000  |
| 1866             | -        | -              | 3,299    | 25,000  |
| 1867             | -        | -              | 700      | 25,000  |
| 1868             | -        | -              | 4,285    | 25,000  |
| Total            | 80,000   | 250,000        | 70,000   | 400,000 |
| 1834-67          | オレゴン | カリフォルニア | モルモン | 合計    |

トレイル初期の統計は1849年ころから1855年までワイオミング州ララミー砦に駐屯するアメリカ陸軍によって記録されたものがある。しかし、これら初期統計記録の原本はどれも見つかっていない。陸軍は遺失するか破棄してしまった。これらの記録については幾つかの日誌と幾つかの日誌に記録された陸軍記録の手書き写しが一部あるだけである。カリフォルニアへの移民は1849年のゴールドラッシュによってかなり増加した。金発見の後、1860年まではカリフォルニアがトレイルを通る移民の目的地であり続け、この間におよそ20万人が動いた。
1860年以降は、南北戦争がトレイルにかなりの障害になったので、かなり分かりにくくなった。1861年から1863年にトレイルを進んだ人々の多くは、北部でも南部でも戦争とその徴兵から逃げ出していた。トレイルの歴史家メリル・J・マッツは、上に掲げる表の合計欄にある1861年から1867年の移民数を推計した。しかし、これらの推計値は例外的125,000人に過ぎず、1870年の国勢調査では20万人以上の人口がカリフォルニア、オレゴン、モルモン、ボーズマンの各トレイルやその枝道の恩恵に与った州全ての増加分なので、低すぎる可能性がある（当時パナマを越える優れた海と鉄道の経路があったカリフォルニア州の人口増の大半は無視している）。1860年以降のモルモン移民の記録はソルトレイクシティの新聞や他の証言でかなり良く分かっており、1847年から1868年までに到着した移民の大半の名前を挙げることもできる。コロラド、オレゴン、アイダホ、ネバダおよびモンタナでの金と銀の発見でもこのトレイルを使った移民の数を増やしたが、当初の利用者とは異なる方向へ向かった。
時間の経過による移民数を見ることは重要だが、31の州でもっと多くの人々が故郷に留まる道を選んだ。1840年から1860年の間、アメリカ合衆国の人口は1,400万人増加し、わずか30万人だけが西への旅を選んだ。1860年から1870年の間、アメリカ合衆国の人口は700万人増加し、このうち西部州での増分は約35万人だった。多くの者は旅の費用、労力および危険性で怯んだ。幾つかの史料では、移民の3ないし10%は西部への途次で亡くなったと推計されている。

### 西部の国勢調査データ
| 州               | 1870年  | 1860年  | 増加数  |
| ---------------- | ------- | ------- | ------- |
| カリフォルニア州 | 560,247 | 379,994 | 180,253 |
| ネバダ州         | 42,491  | 6,857   | 35,634  |
| オレゴン州       | 90,923  | 52,465  | 38,458  |
| コロラド準州     | 39,684  | 34,277  | 5,407   |
| アイダホ準州     | 14,990  | -       | 14,990  |
| モンタナ準州     | 20,595  | -       | 20,595  |
| ユタ準州         | 86,789  | 40,273  | 46,516  |
| ワシントン準州   | 23,955  | 11,594  | 12,361  |
| ワイオミング準州 | 9,118   | -       | 9,118   |
| 合計             | 888,792 | 525,460 | 363,332 |

この国勢調査では1860年から1870年の間に西部州と準州で363,000人の人口増があったことを示している。この増加の幾らかは西部州と準州における高い出産率によるものだが、大半は東部から西部に移動した移民と、ヨーロッパからの新しい移民だった。カリフォルニア州とオレゴン州の増加分の大半は、1855年以降東部と西部の海岸を航行した蒸気船とパナマ地峡鉄道の速くかなり低コストの交通手段があったことによる移民である。この国勢調査では1860年から1870年の10年間に少なくとも20万人はカリフォルニア、オレゴン、モルモン、ボーズマンの各トレイルのどれかを使って新しい故郷に到達した移民を示している。

### 費用
カリフォルニアやオレゴン・トレイルおよびその延伸部を旅する費用は、人によってゼロから数百ドルまで様々である。女性が家族を離れて一人で出ることは稀だった。最も安価な方法は荷車や動物を移動する助けに雇われることであり、ほとんど1銭も遣わないか小さな収入を得て旅する者がいた。資本のある者はしばしば中西部で家畜を購入し、カリフォルニアやオレゴンまで追って行くことで大抵は利益を上げた。旅人の60ないし80%は農夫であり、既に荷馬車、家畜および多くに必需品を所有しており、それで旅行費用を1人あたり約50ドル下げられた。家族で行くときは前もって何か月も旅行の計画を立て、多くの余分な衣類など必要な物資の準備をした。必需品の大半を購入する個人の場合は、1人当たり150ドルから200ドルの費用で落ち着いた。
トレイルが整備されてくると、渡し舟や有料道路のための追加費用は荷車1台当たり約30ドル、1人当たり約10ドルであったと考えられる。

### 死者
| Cause              | 死者数の推計値 |
| ------------------ | -------------- |
| コレラ             | 6,000-12,500   |
| インディアンの攻撃 | 500-1,000      |
| 凍死               | 300-500        |
| 轢死               | 200-500        |
| 溺死               | 200-500        |
| 射殺               | 200-500        |
| 壊血病             | 300-500        |
| その他             | 200-500        |
| 合計               | 8,000-16,500   |

西部への道は厳しく危険に満ちていたが、行路上での死者の数は正確には分からず、かなり幅のある推計値があるだけである。この推計値は当時に表示の無い墓に埋葬するという慣習で割り出すのが難しくなっている。この慣習は動物やインディアンに死骸が掘り出されるのを避けるために意図的に細工したものだった。墓はしばしばトレイルの中間に置かれ、その上を家畜に通らせて見分けが付かなくされた。コレラのような病気がトレイルの旅人の主要な死因であり、全旅行者の3%（あるいはそれ以上）、総計で6,000人から12,000人がコレラの流行った1849年から1855年の間に死んだ。インディアンの攻撃は恐らく2番目に来る死因であり、1841年から1870年までに約500人から1,000人が殺された。その他よくあった死因には、凍死（300人から500人）、川を渡るときの溺死（200人から500人）、荷車による轢死（200人から500人）および拳銃による事故死（200人から500人）がある。
コレラの死者にはその他の病気による死者も含んでいる。すなわち、老衰、天然痘、チフス、ジフテリア、肺炎、肺結核、麻疹、黄熱病、赤痢、百日咳、猩紅熱、マラリア、おたふく風邪などである。トレイルを歩んだ人々は既に出発前からこれらの病気に罹患していたか、途中で掛かった可能性もあり、このトレイル特有の障害ではなかった。当時これらの病気の多くに効果ある治療法がなく（病気の細菌理論が丁度受容されてきた頃だった）、自分で回復させるか死ぬかする以外、この時代の医者が病気になった者になす術はほとんどなかった。
インディアンの攻撃は1860年以降著しく増加した。これは軍隊の大半が撤退し、鉱夫や牧童が国中を扇動し始めて、しばしばインディアンの領土に侵入したからだった。ハンボルト川沿いでの攻撃が増えて、大半の旅人はネバダを越えるために、ネバダ中央ルートを採るようになった。
凍死の例としては、三大惨事と言われるドナー隊、およびウィリーとマーティンの手押し車隊がある。
轢死は荷車の速度が時速2マイルから3マイル (3-5 km/h) だったにも拘らず主要な死因だった。荷車は簡単に止めることができず、特に子供が荷車の動いている間に乗り込んだり降りようとして失敗することがあった。ほかには荷車の側を歩いていて、衣服が車輪に絡み引きずり込まれたこともあった。鉄の車輪は情け容赦が無かった。
R
川を渡る時の溺死は恐らく1849年と1850年に多かった。若く性急で押しの強い男性（全てが分かっており不死身と考えていた）がトレイルを行く人の大勢を占めていた。後に家族連れが多く出発し、渡し舟や橋が備えられて、渡河のときの危険は稀になった。驚くことにこの時代に泳ぎ方を教えられていた者は少なかった。
ララミー砦を過ぎてから西では事故による射殺が著しく減った。人々はその武器に慣れてくるようになり、荷車に置いたままにすることも多かった。1日中10ポンド (5 kg) のライフル銃を持ち運ぶことは大変になり、インディアンの脅威が減ったり狩猟の機会が少なくなったと理解すると通常は不要になった。
壊血病がそのまま死因として挙げられることは多くなかった。しかし死者の様子を読んでみると壊血病が主要な死因だったという結論に至る。特に旅の最後の月はそうだった。かなり多くの旅人が旅の終わり頃には壊血病を患っていた。その典型的な小麦粉と塩漬けポークとベーコンの食事はほとんどビタミンCが無かった。不幸なことに、鉱山キャンプでの食事も通常新鮮な野菜や果物などが乏しく、直接アルゴー号の乗組員の境遇、すなわち早い死に繋がった。栄養不良による壊血病の死はカリフォルニアに到着した後にも起こる死因の大半だったのでコレラに匹敵すると考える者もいる。皮肉なことに多くの者は新鮮な野菜や果物を含む食事の重要さを理解し、壊血病をどうやったら防ぐことができるかはある集団では共通の知識だったが、普遍的に知られ教えられているには程遠かった。中国人のアルゴー号の乗組員はその食事に多くの野菜を固執したことで、うまくやっていくことができた。その他の死因には、自殺、雷に打たれる、出産、動物の暴走、蛇に噛まれる、鉄砲水、倒木、家畜に蹴られるなどがあり、恐らくは200ないし500人が死んだ。旅行者の隊の中で一人も死なずに旅を終えるものは稀だった。ジョン・ウンルーによる推計では全トレイルを旅した40万人のうち4%、すなわち16,000人が途次で死んだとしている。

## 遺産
オレゴン・トレイルとカリフォルニア・トレイルの遺産として長く続いていたものの1つは、西海岸へのアメリカ合衆国領土の拡張である。オレゴン州とカリフォルニア州にその「地上軍」や毎年これらの道を伝った多くの人々とともに、数多いアメリカ人の開拓者がいなければ、これは起こらなかった可能性が強い。オレゴン・トレイルとカリフォルニア・トレイルはどちらも同じ移民隊によって1841年に移民ルートとして開発されたと聞いて驚くものもいる。ビッドウェル・バートルソン隊はカリフォルニアに向けて旅立ったが、隊の半分は現在のアイダホ州ソーダ・スプリングスで別れ、オレゴンのウィラメットバレーに進み、残りの半分はカリフォルニアに行った。南北戦争の前に、カンザス州とミズーリ州の襲撃者達の間に「血を流すカンザス」の抗争が起こり、西部に向かう荷車隊の出発点は北のネブラスカ州オマハに移った。ジョン・C・フレモントがカンザスシティのウェストポート・ランディングからローレンスの南ワカルーサ・バレーまで辿った枝道は、地元で「カリフォルニア道路」と呼ばれた。
ネバダを抜けるトレイルの同じ一般的なルートの一部は最初の大陸横断鉄道のうち、セントラル・パシフィック鉄道の一部に使われた。20世紀に、このルートは現代のハイウェイに使われ、特にアメリカ国道40号線と州間高速道路80号線になった。火車の轍と車軸のグリースで岩に書かれた移民の名前がアイダホ州南部のシティ・オブ・ロックス国立保護区に見ることができる。